# Specie di Linyphiidae (A-E)
Di seguito sono descritte tutte le specie della famiglia di ragni Linyphiidae, i cui generi sono compresi fra la lettera iniziale A e la E, note al 30 dicembre 2007.

## Abacoproeces
Abacoproeces Simon, 1884
- Abacoproeces molestus Thaler, 1973 — Austria
- Abacoproeces saltuum (L. Koch, 1872)[1] — Regione paleartica

## Aberdaria
Aberdaria Holm, 1962
- Aberdaria ligulata Holm, 1962[1] — Kenya

## Abiskoa
Abiskoa Saaristo & Tanasevitch, 2000
- Abiskoa abiskoensis (Holm, 1945)[1] — Regione paleartica

## Acartauchenius
Acartauchenius Simon, 1884
- Acartauchenius asiaticus (Tanasevitch, 1989) — Turkmenistan
- Acartauchenius bedeli (Simon, 1884) — Algeria
- Acartauchenius derisor (Simon, 1918) — Francia
- Acartauchenius desertus (Tanasevitch, 1993) — Kazakistan
- Acartauchenius hamulifer (Denis, 1937) — Algeria
- Acartauchenius himalayensis Tanasevitch, 2011[2] — Himalaya
- Acartauchenius insigniceps (Simon, 1894) — Marocco, Algeria, Tunisia
- Acartauchenius leprieuri (O. P.-Cambridge, 1875) — Algeria
- Acartauchenius minor (Millidge, 1979) — Italia
- Acartauchenius monoceros (Tanasevitch, 1989) — Uzbekistan
- Acartauchenius mutabilis (Denis, 1967) — Marocco, Algeria, Tunisia
- Acartauchenius orientalis Wunderlich, 1995 — Mongolia
- Acartauchenius planiceps Bosmans, 2002 — Algeria
- Acartauchenius praeceps Bosmans, 2002 — Algeria
- Acartauchenius sardiniensis Wunderlich, 1995 — Sardegna
- Acartauchenius scurrilis (O. P.-Cambridge, 1872)[1] — Regione paleartica
- Acartauchenius simoni Bosmans, 2002 — Algeria

### Specie trasferite di recente
- Acartauchenius depressifrons Simon, 1884[3]
- Acartauchenius nasutus (O. P.-Cambridge, 1879)[4]

## Acorigone
Acorigone Wunderlich, 1884
- Acorigone acoreensis (Wunderlich, 1992) — isole Azzorre
- Acorigone zebraneus Wunderlich, 2008[1] — isole Azzorre

## Adelonetria
Adelonetria Millidge, 1991
- Adelonetria dubiosa Millidge, 1991[1] — Cile

## Afribactrus
Afribactrus Wunderlich, 1995
- Afribactrus stylifrons Wunderlich, 1995[1] — Sudafrica

## Afromynoglenes
Afromynoglenes Merrett & Russell-Smith, 1996
- Afromynoglenes parkeri Merrett & Russell-Smith, 1996[1] — Etiopia

## Afroneta
Afroneta Holm, 1968
1. Afroneta altivaga Holm, 1968 — Congo
2. Afroneta annulata Merrett, 2004 — Congo
3. Afroneta bamilekei Bosmans, 1988 — Camerun
4. Afroneta basilewskyi Holm, 1968 — Tanzania
5. Afroneta blesti Merrett & Russell-Smith, 1996 — Etiopia
6. Afroneta elgonensis Merrett, 2004 — Kenya
7. Afroneta erecta Merrett, 2004 — Congo
8. Afroneta fulva Merrett, 2004 — Congo
9. Afroneta fusca Merrett, 2004 — Congo
10. Afroneta guttata Holm, 1968 — Congo
11. Afroneta immaculata Holm, 1968[1] — Congo
12. Afroneta immaculoides Merrett, 2004 — Congo
13. Afroneta lativulva Merrett, 2004 — Congo
14. Afroneta lobeliae Merrett, 2004 — Congo
15. Afroneta longipalpis Ledoux & Attié, 2008 — isola di Réunion
16. Afroneta longispinosa Holm, 1968 — Congo
17. Afroneta maculata Merrett, 2004 — Congo
18. Afroneta millidgei Merrett & Russell-Smith, 1996 — Etiopia
19. Afroneta pallens Merrett, 2004 — Congo
20. Afroneta picta Holm, 1968 — Congo
21. Afroneta praticola Holm, 1968 — Tanzania
22. Afroneta snazelli Merrett & Russell-Smith, 1996 — Etiopia
23. Afroneta subfusca Holm, 1968 — Congo
24. Afroneta subfuscoides Merrett, 2004 — Congo
25. Afroneta tenuivulva Merrett, 2004 — Congo
26. Afroneta tristis Merrett, 2004 — Congo

## Agnyphantes
Agnyphantes Hull, 1932
- Agnyphantes arboreus (Emerton, 1915) — Canada
- Agnyphantes expunctus (O. P.-Cambridge, 1875)[1] — Regione paleartica

## Agyneta
Agyneta Hull, 1911
1. Agyneta allosubtilis Loksa, 1965 — Regione olartica
2. Agyneta arietans (O. P.-Cambridge, 1872) — Germania, Polonia
3. Agyneta breviceps Hippa & Oksala, 1985 — Finlandia
4. Agyneta bueko Wunderlich, 1983 — Nepal
5. Agyneta cauta (O. P.-Cambridge, 1902) — Regione paleartica
6. Agyneta conigera (O. P.-Cambridge, 1863) — Regione paleartica, Congo
7. Agyneta decora (O. P.-Cambridge, 1871)[1] — Regione paleartica
8. Agyneta dynica Saaristo & Koponen, 1998 — Canada
9. Agyneta hedini Paquin & Duperré, 2009 — USA
10. Agyneta jiriensis Wunderlich, 1983 — Nepal
11. Agyneta lila (Dönitz & Strand, 1906) — Giappone
12. Agyneta martensi Tanasevitch, 2006 — Cina
13. Agyneta muriensis Wunderlich, 1983 — Nepal
14. Agyneta olivacea (Emerton, 1882) — Regione olartica
15. Agyneta pakistanica Tanasevitch, 2011 — Pakistan
16. Agyneta ramosa Jackson, 1912 — Regione paleartica
17. Agyneta rugosa Wunderlich, 1992 — Isole Canarie
18. Agyneta subtilis (O. P.-Cambridge, 1863) — Regione paleartica
19. Agyneta suecica Holm, 1950 — Svezia, Finlandia
20. Agyneta trifurcata Hippa & Oksala, 1985 — Finlandia, Russia
21. Agyneta yulungiensis Wunderlich, 1983 — Nepal

## Agyphantes
Agyphantes Saaristo & Marusik, 2004
- Agyphantes sajanensis (Eskov & Marusik, 1994) — Russia
- Agyphantes sakhalinensis Saaristo & Marusik, 2004[1] — Sakhalin

## Ainerigone
Ainerigone Eskov, 1993
- Ainerigone saitoi (Ono, 1991)[1] — Russia, Giappone

## Alioranus
Alioranus Simon, 1926
- Alioranus avanturus Andreeva & Tyschchenko, 1970 — dal Turkmenistan alla Cina
- Alioranus diclivitalis Tanasevitch, 1990 — Russia
- Alioranus distinctus Caporiacco, 1935 — Karakorum
- Alioranus minutissimus Caporiacco, 1935 — Karakorum
- Alioranus pastoralis (O. P.-Cambridge, 1872) — Creta, Cipro, Israele, Tagikistan
- Alioranus pauper (Simon, 1881)[1] — Mediterraneo occidentale

## Allomengea
Allomengea Strand, 1912
- Allomengea beombawigulensis Namkung, 2002 — Corea del Sud
- Allomengea coreana (Paik & Yaginuma, 1969) — Corea del Sud
- Allomengea dentisetis (Grube, 1861) — Regione olartica
- Allomengea niyangensis (Hu, 2001) — Cina
- Allomengea scopigera (Grube, 1859)[1] — Regione olartica
- Allomengea vidua (L. Koch, 1879) — Regione olartica

## Allotiso
Allotiso Tanasevitch, 1990
- Allotiso lancearius (Tanasevitch, 1987)[1] — Georgia

## Ambengana
Ambengana Millidge & Russell-Smith, 1992
- Ambengana complexipalpis Millidge & Russell-Smith, 1992 — Bali

## Anacornia
Anacornia Chamberlin & Ivie, 1933
- Anacornia microps Chamberlin & Ivie, 1933[1] — USA
- Anacornia proceps Chamberlin, 1948 — USA

## Anguliphantes
Anguliphantes Saaristo & Tanasevitch, 1996
- Anguliphantes angulipalpis (Westring, 1851)[1] — Regione paleartica
- Anguliphantes cerinus (L. Koch, 1879) — Russia
- Anguliphantes curvus (Tanasevitch, 1992) — Russia
- Anguliphantes dybowskii (O. P.-Cambridge, 1873) — Russia, Mongolia
- Anguliphantes karpinskii (O. P.-Cambridge, 1873) — Russia, Mongolia, Cina
- Anguliphantes maritimus (Tanasevitch, 1988) — Russia, Cina
- Anguliphantes monticola (Kulczyński, 1881) — Europa
- Anguliphantes nasus (Paik, 1965) — Cina, Corea
- Anguliphantes nepalensis (Tanasevitch, 1987) — India, Nepal, Pakistan
- Anguliphantes nepalensoides Tanasevitch, 2011 — India
- Anguliphantes ryvkini Tanasevitch, 2006 — Russia
- Anguliphantes sibiricus (Tanasevitch, 1986) — Russia
- Anguliphantes silli (Weiss, 1987) — Romania
- Anguliphantes tripartitus (Miller & Svaton, 1978) — Europa Centrale
- Anguliphantes ussuricus (Tanasevitch, 1988) — Russia
- Anguliphantes zygius (Tanasevitch, 1993) — Russia, Cina

## Anibontes
Anibontes Chamberlin, 1924
- Anibontes longipes Chamberlin & Ivie, 1944 — USA
- Anibontes mimus Chamberlin, 1924[1] — USA

## Annapolis
Annapolis Millidge, 1984
- Annapolis mossi (Muma, 1945)[1] — USA (Maryland)

## Anodoration
Anodoration Millidge, 1991
- Anodoration claviferum Millidge, 1991[1] — Brasile, Argentina
- Anodoration tantillum (Millidge, 1991) — Brasile

## Anthrobia
Anthrobia Tellkampf, 1844
- Anthrobia acuminata (Emerton, 1913) — USA
- Anthrobia coylei Miller, 2005 — USA
- Anthrobia monmouthia Tellkampf, 1844[1] — USA
- Anthrobia whiteleyae Miller, 2005 — USA

## Antrohyphantes
Antrohyphantes Dumitrescu, 1971
- Antrohyphantes balcanicus (Drensky, 1931) — Bulgaria
- Antrohyphantes rhodopensis (Drensky, 1931)[1] — Europa orientale
- Antrohyphantes sophianus (Drensky, 1931) — Bulgaria

## Aphileta
Aphileta Hull, 1920
- Aphileta centrasiatica Eskov, 1995 — Kazakistan
- Aphileta microtarsa (Emerton, 1882) — USA
- Aphileta misera (O. P.-Cambridge, 1882)[1] — Regione olartica

## Apobrata
Apobrata Miller, 2004
- Apobrata scutila (Simon, 1894)[1] — Filippine

## Aprifrontalia
Aprifrontalia Oi, 1960
- Aprifrontalia afflata Ma & Zhu, 1991 — Cina
- Aprifrontalia mascula (Karsch, 1879)[1] — Russia, Corea, Taiwan, Giappone

## Arachosinella
Arachosinella Denis, 1958
- Arachosinella oeroegensis Wunderlich, 1995 — Mongolia
- Arachosinella strepens Denis, 1958[1] — Russia, Mongolia, Asia Centrale, Afghanistan

## Araeoncus
Araeoncus Simon, 1884
1. Araeoncus altissimus Simon, 1884 — dall'Europa all'Azerbaijan, anche Italia[5].
2. Araeoncus anguineus (L. Koch, 1869) — Europa, anche Italia[5]
3. Araeoncus caucasicus Tanasevitch, 1987 — Russia, Asia Centrale
4. Araeoncus clavatus Tanasevitch, 1987 — Armenia
5. Araeoncus clivifrons Deltshev, 1987 — Bulgaria
6. Araeoncus convexus Tullgren, 1955 — Svezia, Estonia
7. Araeoncus crassiceps (Westring, 1861) — Regione paleartica, anche Italia[5]
8. Araeoncus curvatus Tullgren, 1955 — Svezia, Estonia
9. Araeoncus cypriacus Tanasevitch, 2011 — Cipro
10. Araeoncus discedens (Simon, 1881) — Spagna, Francia, Italia[5]
11. Araeoncus dispar Tullgren, 1955 — Svezia
12. Araeoncus duriusculus Caporiacco, 1935 — Karakorum
13. Araeoncus etinde Bosmans & Jocqué, 1983 — Camerun
14. Araeoncus femineus (Roewer, 1942) — Bioko (Sao Tomé e Principe)
15. Araeoncus galeriformis (Tanasevitch, 1987) — Russia, Azerbaigian
16. Araeoncus gertschi Caporiacco, 1949 — Kenya
17. Araeoncus hanno Simon, 1884 — Algeria
18. Araeoncus humilis (Blackwall, 1841)[1] — Regione paleartica, (anche Italia[5]), Nuova Zelanda
19. Araeoncus hyalinus Song & Li, 2010 — Cina
20. Araeoncus impolitus Holm, 1962 — Kenya
21. Araeoncus longispineus Song & Li, 2010 — Cina
22. Araeoncus longiusculus (O. P.-Cambridge, 1875) — Corsica, Italia[5]
23. Araeoncus macrophthalmus Miller, 1970 — Angola
24. Araeoncus malawiensis Jocqué, 1981 — Malawi
25. Araeoncus martinae Bosmans, 1996 — Marocco, Algeria
26. Araeoncus mitriformis Tanasevitch, 2008 — Iran
27. Araeoncus obtusus Bosmans & Jocqué, 1983 — Camerun
28. Araeoncus picturatus Holm, 1962 — Tanzania
29. Araeoncus rhodes Tanasevitch, 2011 — Rodi
30. Araeoncus sicanus Brignoli, 1979 — Sicilia[5]
31. Araeoncus subniger Holm, 1962 — Kenya
32. Araeoncus tauricus Gnelitsa, 2005 — Bulgaria, Ucraina
33. Araeoncus toubkal Bosmans, 1996 — Marocco
34. Araeoncus tuberculatus Tullgren, 1955 — Svezia
35. Araeoncus vaporariorum (O. P.-Cambridge, 1875) — Francia, Italia[5]
36. Araeoncus victorianyanzae Berland, 1936 — Kenya, Tanzania
37. Araeoncus viphyensis Jocqué, 1981 — Malawi
38. Araeoncus vorkutensis Tanasevitch, 1984 — Russia

## Archaraeoncus
Archaraeoncus Tanasevitch, 1987
- Archaraeoncus alticola Tanasevitch, 2008 — Russia
- Archaraeoncus hebraeus Tanasevitch, 2011 — Russia
- Archaraeoncus prospiciens (Thorell, 1875)[1] — dall'Europa orientale alla Cina
- Archaraeoncus sibiricus Eskov, 1988 — Russia

## Arcterigone
Arcterigone Eskov & Marusik, 1994
- Arcterigone pilifrons (L. Koch, 1879)[1] — arcipelaghi artici di Russia e Canada

## Arcuphantes
Arcuphantes Chamberlin & Ivie, 1943
1. Arcuphantes arcuatulus (Roewer, 1942) — USA, Canada
2. Arcuphantes ashifuensis (Oi, 1960) — Giappone
3. Arcuphantes awanus Ono & Saito, 2001 — Giappone
4. Arcuphantes cavaticus Chamberlin & Ivie, 1943 — USA
5. Arcuphantes chikunii Oi, 1979 — Giappone
6. Arcuphantes chinensis Tanasevitch, 2006 — Cina
7. Arcuphantes concheus Ono & Saito, 2001 — Giappone
8. Arcuphantes decoratus Chamberlin & Ivie, 1943 — USA
9. Arcuphantes delicatus (Chikuni, 1955) — Giappone
10. Arcuphantes digitatus Saito, 1992 — Giappone
11. Arcuphantes dubiosus Heimer, 1987 — Mongolia
12. Arcuphantes elephantis Ono & Saito, 2001 — Giappone
13. Arcuphantes ephippiatus Paik, 1985 — Corea
14. Arcuphantes fragilis Chamberlin & Ivie, 1943[1] — USA
15. Arcuphantes fujiensis Yaginuma, 1972 — Giappone
16. Arcuphantes hamadai Oi, 1979 — Giappone
17. Arcuphantes hastatus Ono & Saito, 2001 — Giappone
18. Arcuphantes hikosanensis Saito, 1992 — Giappone
19. Arcuphantes hokkaidanus Saito, 1992 — Giappone
20. Arcuphantes iriei Saito, 1992 — Giappone
21. Arcuphantes juwangensis Seo, 2006 — Corea
22. Arcuphantes keumsanensis Paik & Seo, 1984 — Corea
23. Arcuphantes kobayashii Oi, 1979 — Giappone
24. Arcuphantes longissimus Saito, 1992 — Giappone
25. Arcuphantes maritimus Tanasevitch, 2010 — Russia
26. Arcuphantes namhaensis Seo, 2006 — Corea
27. Arcuphantes orbiculatus Saito, 1992 — Giappone
28. Arcuphantes osugiensis (Oi, 1960) — Giappone
29. Arcuphantes paiki Saito, 1992 — Giappone
30. Arcuphantes pennatus Paik, 1983 — Corea
31. Arcuphantes pictilis Chamberlin & Ivie, 1943 — USA
32. Arcuphantes potteri Chamberlin & Ivie, 1943 — USA
33. Arcuphantes pulchellus Paik, 1978 — Corea
34. Arcuphantes rostratus Ono & Saito, 2001 — Giappone
35. Arcuphantes saragaminensis Ono & Saito, 2001 — Giappone
36. Arcuphantes scitulus Paik, 1974 — Corea
37. Arcuphantes sylvaticus Chamberlin & Ivie, 1943 — USA
38. Arcuphantes tamaensis (Oi, 1960) — Giappone
39. Arcuphantes troglodytarum (Oi, 1960) — Giappone
40. Arcuphantes tsushimanus Ono & Saito, 2001 — Giappone
41. Arcuphantes uenoi Saito, 1992 — Giappone
42. Arcuphantes yamakawai (Oi, 1960) — Giappone

## Ascetophantes
Ascetophantes Tanasevitch & Saaristo, 2006
- Ascetophantes asceticus (Tanasevitch, 1987)[1] — Nepal

## Asemostera
Asemostera Simon, 1898
- Asemostera arcana (Millidge, 1991) — dalla Costa Rica al Venezuela
- Asemostera daedalus Miller, 2007 — Costa Rica, Panama, Colombia
- Asemostera enkidu Miller, 2007 — Colombia, Venezuela
- Asemostera involuta (Millidge, 1991) — Ecuador
- Asemostera janetae Miller, 2007 — Perù, Bolivia, Argentina
- Asemostera latithorax (Keyserling, 1886)[1] — Brasile
- Asemostera pallida (Millidge, 1991) — Perù
- Asemostera tacuapi Rodrigues, 2007 — Brasile

## Asiceratinops
Asiceratinops Eskov, 1992
- Asiceratinops amurensis (Eskov, 1992)[1] — Russia
- Asiceratinops kolymensis (Eskov, 1992) — Russia

## Asiophantes
Asiophantes Eskov, 1993
- Asiophantes pacificus Eskov, 1993[1] — Russia
- Asiophantes sibiricus Eskov, 1993 — Russia

## Asperthorax
Asperthorax Oi, 1960
- Asperthorax borealis Ono & Saito, 2001 — Russia, Giappone
- Asperthorax communis Oi, 1960[1] — Russia, Giappone
- Asperthorax granularis Gao & Zhu, 1989 — Cina

## Asthenargellus
Asthenargellus Caporiacco, 1949
- Asthenargellus kastoni Caporiacco, 1949[1] — Kenya
- Asthenargellus meneghettii Caporiacco, 1949 — Kenya

## Asthenargoides
Asthenargoides Eskov, 1993
- Asthenargoides kurenstchikovi Eskov, 1993 — Russia orientale
- Asthenargoides kurtchevae Eskov, 1993 — Russia orientale
- Asthenargoides logunovi Eskov, 1993[1] — Russia orientale

## Asthenargus
Asthenargus Simon & Fage, 1922
- Asthenargus bracianus Miller, 1938 — Europa centrale e orientale
- Asthenargus brevisetosus Miller, 1970 — Angola
- Asthenargus carpaticus Weiss, 1998 — Romania
- Asthenargus caucasicus Tanasevitch, 1987 — Russia, Asia Centrale
- Asthenargus conicus Tanasevitch, 2006 — Cina
- Asthenargus edentulus Tanasevitch, 1989 — dal Kazakistan alla Cina
- Asthenargus expallidus Holm, 1962 — Camerun, Congo, Kenya, Tanzania
- Asthenargus helveticus Schenkel, 1936 — dalla Svizzera alla Polonia
- Asthenargus inermis Simon & Fage, 1922 — Africa orientale
- Asthenargus linguatulus Miller, 1970 — Angola
- Asthenargus longispinus (Simon, 1914) — Spagna, Francia
- Asthenargus major Holm, 1962 — Kenya
- Asthenargus marginatus Holm, 1962 — Uganda
- Asthenargus matsudae Saito & Ono, 2001 — Giappone
- Asthenargus myrmecophilus Miller, 1970 — Angola, Nigeria
- Asthenargus niphonius Saito & Ono, 2001 — Giappone
- Asthenargus paganus (Simon, 1884)[1] — Regione paleartica
- Asthenargus perforatus Schenkel, 1929 — Europa
- Asthenargus placidus (Simon, 1884) — Francia, Svizzera
- Asthenargus thaleri Wunderlich, 1983 — Nepal

## Atypena
Atypena Simon, 1894
- Atypena adelinae Barrion & Litsinger, 1995 — Filippine
- Atypena ellioti Jocqué, 1983 — Sri Lanka
- Atypena simoni Jocqué, 1983 — Sri Lanka
- Atypena superciliosa Simon, 1894[1] — Filippine
- Atypena thailandica Barrion & Litsinger, 1995 — Thailandia

## Australolinyphia
Australolinyphia Wunderlich, 1976
- Australolinyphia remota Wunderlich, 1976[1] — Queensland

## Australophantes
Australophantes Tanasevitch, 2012
- Australophantes laetesiformis (Wunderlich, 1976)[1] — Australia (Queensland) e Indonesia (Sulawesi)

## Bactrogyna
Bactrogyna Millidge, 1991
- Bactrogyna prominens Millidge, 1991[1] — Cile

## Baryphyma
Baryphyma Simon, 1884
- Baryphyma gowerense (Locket, 1965) — Regione olartica
- Baryphyma insigne (Palmgren, 1976)[6] — Finlandia
- Baryphyma maritimum (Crocker & Parker, 1970)[7] — Europa
- Baryphyma pratense (Blackwall, 1861)[1] — dall'Europa alla Bielorussia
- Baryphyma proclive (Simon, 1884)[8] — Italia
- Baryphyma trifrons (O. P.-Cambridge, 1863)[9] — Regione olartica
  - Baryphyma trifrons affine (Schenkel, 1930) — Regione olartica

### Specie trasferite
- Baryphyma duffeyi (Millidge, 1954)[10].
- Baryphyma groenlandicum (Holm, 1967)[10].
- Baryphyma kulczynskii (Eskov, 1979)[10].
- Baryphyma longitarsum (Emerton, 1882)[11].
- Baryphyma pini (Holm, 1950)[10].

## Baryphymula
Baryphymula Eskov, 1992
- Baryphymula kamakuraensis (Oi, 1960)[1] — Giappone

## Bathylinyphia
Bathylinyphia Eskov, 1992
- Bathylinyphia maior (Kulczyński, 1885)[1] — Russia, Cina, Corea, Giappone

## Bathyphantes
Bathyphantes Menge, 1866
1. Bathyphantes alameda Ivie, 1969 — USA, Canada
2. Bathyphantes alascensis (Banks, 1900) — USA, Canada, Alaska
3. Bathyphantes alboventris (Banks, 1892) — USA, Canada
4. Bathyphantes approximatus (O. P.-Cambridge, 1871) — Regione paleartica
5. Bathyphantes bishopi Ivie, 1969 — USA
6. Bathyphantes bohuensis Zhu & Zhou, 1983 — Cina
7. Bathyphantes brevipes (Emerton, 1917) — USA, Canada, Alaska
8. Bathyphantes brevis (Emerton, 1911) — USA, Canada, Alaska
9. Bathyphantes canadensis (Emerton, 1882) — Russia, Alaska, Canada, USA
10. Bathyphantes chico Ivie, 1969 — USA
11. Bathyphantes diasosnemis Fage, 1929 — USA
12. Bathyphantes dubius Locket, 1968 — Angola
13. Bathyphantes enslini Strand, 1910 — Germania
14. Bathyphantes eumenis (L. Koch, 1879) — Regione olartica
  - Bathyphantes eumenis buchari Ruzicka, 1988 — Europa centrale
15. Bathyphantes extricatus (O. P.-Cambridge, 1876) — Egitto
16. Bathyphantes fissidens Simon, 1902 — Argentina
17. Bathyphantes floralis Tu & Li, 2006 — Vietnam
18. Bathyphantes glacialis Caporiacco, 1935 — Karakorum
19. Bathyphantes gracilipes van Helsdingen, 1977 — Isola Sant'Elena
20. Bathyphantes gracilis (Blackwall, 1841)[1] — Regione olartica
21. Bathyphantes gulkana Ivie, 1969 — Russia, Alaska
22. Bathyphantes helenae van Helsdingen, 1977 — Isola Sant'Elena
23. Bathyphantes hirsutus Locket, 1968 — Congo
24. Bathyphantes humilis (L. Koch, 1879) — Europa orientale, Russia
25. Bathyphantes iviei Holm, 1970 — Russia, Alaska
26. Bathyphantes jeniseicus Eskov, 1979 — Finlandia, Russia
27. Bathyphantes keeni (Emerton, 1917) — Russia, Alaska, Canada, USA
28. Bathyphantes larvarum Caporiacco, 1935 — Karakorum
29. Bathyphantes latescens (Chamberlin, 1919) — USA
30. Bathyphantes lennoxensis Simon, 1902 — Argentina
31. Bathyphantes mainlingensis Hu, 2001 — Cina
32. Bathyphantes malkini Ivie, 1969 — USA, Canada
33. Bathyphantes menyuanensis Hu, 2001 — Cina
34. Bathyphantes minor Millidge & Russell-Smith, 1992 — Borneo
35. Bathyphantes montanus Rainbow, 1912 — Queensland
36. Bathyphantes nangqianensis Hu, 2001 — Cina
37. Bathyphantes nigrinus (Westring, 1851) — Regione paleartica
38. Bathyphantes ohlerti Simon, 1884 — Polonia
39. Bathyphantes orica Ivie, 1969 — USA, Canada
40. Bathyphantes pallidus (Banks, 1892) — USA, Canada, Alaska
41. Bathyphantes paradoxus Berland, 1929 — Isole Samoa
42. Bathyphantes parvulus (Westring, 1851) — Regione paleartica
43. Bathyphantes pogonias Kulczyński, 1885 — Russia, Alaska
44. Bathyphantes rainbowi Roewer, 1942 — Isola Lord Howe
45. Bathyphantes reprobus (Kulczynski, 1916) — Regione olartica
46. Bathyphantes reticularis Caporiacco, 1935 — Karakorum
47. Bathyphantes robustus Oi, 1960 — Corea, Giappone
48. Bathyphantes sarasini Berland, 1924 — Nuova Caledonia
49. Bathyphantes setiger F. O. P.-Cambridge, 1894 — Regione paleartica
50. Bathyphantes similis Kulczynski, 1894 — Europa, Russia
51. Bathyphantes tagalogensis Barrion & Litsinger, 1995 — Filippine
52. Bathyphantes tongluensis Chen & Song, 1988 — Cina
53. Bathyphantes umiatus Ivie, 1969 — Alaska
54. Bathyphantes vittiger Simon, 1884 — Francia
55. Bathyphantes waneta Ivie, 1969 — USA, Canada
56. Bathyphantes weyeri (Emerton, 1875) — USA
57. Bathyphantes yodoensis Oi, 1960 — Giappone
58. Bathyphantes yukon Ivie, 1969 — Alaska

## Batueta
Batueta Locket, 1982
- Batueta similis Wunderlich & Song, 1995 — Cina
- Batueta voluta Locket, 1982[1] — Malaysia

## Bifurcia
Bifurcia Saaristo, Tu & Li, 2006
- Bifurcia cucurbita Zhai & Zhu, 2007 — Cina
- Bifurcia curvata (Sha & Zhu, 1987) — Cina
- Bifurcia ramosa (Li & Zhu, 1987)[1] — Cina
- Bifurcia songi Zhai & Zhu, 2007 — Cina

## Birgerius
Birgerius Saaristo, 1973
- Birgerius microps (Simon, 1911)[1]  — Francia, Spagna

## Bisetifer
Bisetifer Tanasevitch, 1987
- Bisetifer cephalotus Tanasevitch, 1987[1] — Russia, Georgia, Azerbaigian

## Bishopiana
Bishopiana Eskov, 1988
- Bishopiana glumacea (Gao, Fei & Zhu, 1992) — Cina
- Bishopiana hypoarctica Eskov, 1988[1] — Russia

## Blestia
Blestia Millidge, 1993
- Blestia sarcocuon (Crosby & Bishop, 1927)[1] — USA orientali

## Bolephthyphantes
Bolephthyphantes Strand, 1901
- Bolephthyphantes caucasicus (Tanasevitch, 1990) — Repubblica Ceca, Russia
- Bolephthyphantes index (Thorell, 1856)[1] — Groenlandia, Regione paleartica
- Bolephthyphantes indexoides (Tanasevitch, 1989) — Asia centrale

## Bolyphantes
Bolyphantes C. L. Koch, 1837
- Bolyphantes alticeps (Sundevall, 1833) — Regione paleartica
- Bolyphantes bipartitus (Tanasevitch, 1989) — Kirghizistan
- Bolyphantes distichoides Tanasevitch, 2000 — Russia
- Bolyphantes distichus (Tanasevitch, 1986) — Russia
- Bolyphantes elburzensis Tanasevitch, 2009 — Iran
- Bolyphantes kilpisjaerviensis Palmgren, 1975 — Finlandia
- Bolyphantes kolosvaryi (Caporiacco, 1936) — Svizzera, Italia, Penisola balcanica
- Bolyphantes lagodekhensis (Tanasevitch, 1990) — Georgia
- Bolyphantes lamellaris Tanasevitch, 1990 — Italia, Grecia, Russia
- Bolyphantes luteolus (Blackwall, 1833)[1] — Regione paleartica
- Bolyphantes mongolicus Loksa, 1965 — Mongolia
- Bolyphantes nigropictus Simon, 1884 — Mediterraneo occidentale
- Bolyphantes punctulatus (Holm, 1939) — Scandinavia, Russia
- Bolyphantes sacer (Tanasevitch, 1986) — Kirghizistan
- Bolyphantes severtzovi Tanasevitch, 1989 — Asia Centrale
- Bolyphantes supremus (Tanasevitch, 1986) — Kirghizistan

## Bordea
Bordea Bosmans, 1995
- Bordea berlandi (Fage, 1931) — Portogallo
- Bordea cavicola (Simon, 1884)[1] — Spagna, Francia
- Bordea negrei (Dresco, 1951) — Spagna, Francia

## Brachycerasphora
Brachycerasphora Denis, 1962
- Brachycerasphora connectens Denis, 1964 — Libia
- Brachycerasphora convexa (Simon, 1884) — Algeria, Tunisia
- Brachycerasphora femoralis (O. P.-Cambridge, 1872) — Israele
- Brachycerasphora monocerotum Denis, 1962[1] — Libia
- Brachycerasphora parvicornis (Simon, 1884) — Egitto

## Bursellia
Bursellia Holm, 1962
- Bursellia cameroonensis Bosmans & Jocqué, 1983 — Camerun
- Bursellia comata Holm, 1962 — Congo, Uganda
  - Bursellia comata kivuensis Holm, 1964 — Congo
- Bursellia gibbicervix (Denis, 1962) — Tanzania
- Bursellia glabra Holm, 1962[1] — Congo, Kenya
- Bursellia holmi Bosmans, 1977 — Kenya
- Bursellia paghi Jocqué & Scharff, 1986 — Tanzania
- Bursellia setifera (Denis, 1962) — Camerun, Congo, Kenya, Tanzania, Malawi
- Bursellia unicornis Bosmans, 1988 — Camerun

## Caenonetria
Caenonetria Millidge & Russell-Smith, 1992
- Caenonetria perdita Millidge & Russell-Smith, 1992[1] — Borneo

## Callitrichia
Callitrichia Fage, 1936

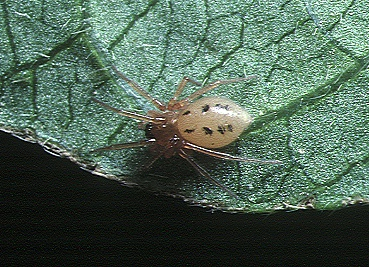
Callitrichia formosana, femmina

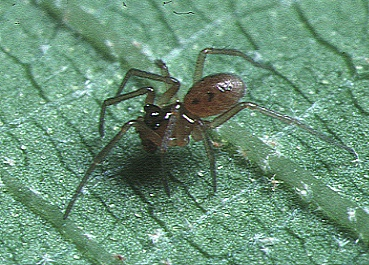
Callitrichia formosana, maschio

- Callitrichia afromontana Scharff, 1990 — Tanzania
- Callitrichia aliena Holm, 1962 — Algeria, Camerun, Kenya
- Callitrichia cacuminata Holm, 1962 — Kenya, Uganda
- Callitrichia crinigera Scharff, 1990 — Tanzania
- Callitrichia formosana Oi, 1977 — dal Bangladesh al Giappone
- Callitrichia glabriceps Holm, 1962 — Kenya, Uganda
- Callitrichia hamifera Fage, 1936[1] — Kenya, Uganda
- Callitrichia inacuminata Bosmans, 1977 — Kenya
- Callitrichia incerta Miller, 1970 — Angola
- Callitrichia kenyae Fage, 1936 — Kenya
- Callitrichia marakweti Fage, 1936 — Kenya
- Callitrichia meruensis Holm, 1962 — Tanzania
- Callitrichia mira (Jocqué & Scharff, 1986) — Tanzania
- Callitrichia monticola (Tullgren, 1910) — Tanzania
- Callitrichia obtusifrons Miller, 1970 — Angola
- Callitrichia paludicola Holm, 1962 — Tanzania
- Callitrichia pileata (Jocqué & Scharff, 1986) — Tanzania
- Callitrichia pilosa (Jocqué & Scharff, 1986) — Tanzania
- Callitrichia ruwenzoriensis Holm, 1962 — Uganda
- Callitrichia sellafrontis Scharff, 1990 — Tanzania
- Callitrichia silvatica Holm, 1962 — Kenya, Uganda, Malawi
- Callitrichia simplex (Jocqué & Scharff, 1986) — Tanzania
- Callitrichia taeniata Holm, 1968 — Tanzania
- Callitrichia turrita Holm, 1962 — Tanzania

## Cameroneta
Cameroneta Bosmans & Jocqué, 1983
- Cameroneta longiradix Bosmans & Jocqué, 1983[1] — Camerun

## Canariellanum
Canariellanum Wunderlich, 1987
- Canariellanum albidum Wunderlich, 1987 — Isole Canarie
- Canariellanum arborense Wunderlich, 1987[1] — Isole Canarie
- Canariellanum hierroense Wunderlich, 1992 — Isole Canarie
- Canariellanum palmense Wunderlich, 1987 — Isole Canarie

## Canariphantes
Canariphantes Wunderlich, 1992
- Canariphantes alpicola Wunderlich, 1992[1] — Isole Canarie
- Canariphantes atlassahariensis (Bosmans, 1991) — Algeria
- Canariphantes homonymus (Denis, 1934) — Portogallo, Francia, Algeria, Marocco
- Canariphantes naili (Bosmans & Bouragba, 1992) — Algeria
- Canariphantes nanus (Kulczyński, 1898) — Europa centrale e orientale
- Canariphantes palmaensis Wunderlich, 2011 — Isole Canarie
- Canariphantes zonatus (Simon, 1884) — Portogallo, Francia, Algeria, Marocco, Tunisia
  - Canariphantes zonatus lucifugus (Simon, 1929) — Francia

## Capsulia
Capsulia Saaristo, Tu & Li, 2006
- Capsulia tianmushana (Chen & Song, 1987)[1] — Cina

## Caracladus
Caracladus Simon, 1884
- Caracladus avicula (L. Koch, 1869)[1] — Svizzera, Germania, Austria, Italia
- Caracladus leberti (Roewer, 1942) — Europa centrale e occidentale
- Caracladus montanus Sha & Zhu, 1994 — Cina
- Caracladus tsurusakii Saito, 1988 — Giappone
- Caracladus zamoniensis Frick & Muff, 2009 — Austria, Francia, Svizzera

### Specie trasferite
- Caracladus pauperulus Bösenberg & Strand, 1906[12].

## Carorita
Carorita Duffey & Merrett, 1963
- Carorita limnaea (Crosby & Bishop, 1927)[1] — Regione olartica
- Carorita sibirica Tanasevitch, 2007 — Russia

## Cassafroneta
Cassafroneta Blest, 1979
- Cassafroneta forsteri Blest, 1979[1] — Nuova Zelanda

## Catacercus
Catacercus Millidge, 1985
- Catacercus fuegianus (Tullgren, 1901)[1] — Cile

## Catonetria
Catonetria Millidge & Ashmole, 1994
- Catonetria caeca Millidge & Ashmole, 1994[1] — Isola dell'Ascensione

## Caucasopisthes
Caucasopisthes Tanasevitch, 1990
- Caucasopisthes procurvus (Tanasevitch, 1987)[1] — Russia, Georgia

## Cautinella
Cautinella Millidge, 1985
- Cautinella minuta Millidge, 1985[1] — Cile

## Caviphantes
Caviphantes Oi, 1960
- Caviphantes dobrogicus (Dumitrescu & Miller, 1962) — dalla Romania all'Asia Centrale
- Caviphantes flagellatus (Zhu & Zhou, 1992) — Cina
- Caviphantes pseudosaxetorum Wunderlich, 1979 — dal Libano all'India, Nepal, Cina, Giappone
- Caviphantes samensis Oi, 1960[1] — Cina, Giappone
- Caviphantes saxetorum (Hull, 1916) — Regione olartica

## Centromerita
Centromerita Dahl, 1912
- Centromerita bicolor (Blackwall, 1833)[1] — Regione paleartica, Canada
- Centromerita concinna (Thorell, 1875) — Regione paleartica

## Centromerus
Centromerus Dahl, 1886
1. Centromerus abditus Gnelitsa, 2007 — Russia, Ucraina

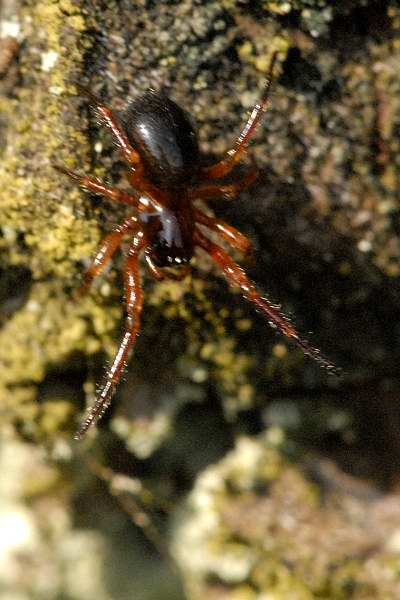
Centromerus sylvaticus

2. Centromerus acutidentatus Deltshev, 2002 — Iugoslavia
3. Centromerus albidus Simon, 1929 — Europa
4. Centromerus amurensis Eskov & Marusik, 1992 — Russia
5. Centromerus andrei Dresco, 1952 — Spagna
6. Centromerus andriescui Weiss, 1987 — Romania
7. Centromerus anoculus Wunderlich, 1995 — Madeira
8. Centromerus arcanus (O. P.-Cambridge, 1873) — Regione paleartica
9. Centromerus balazuci Dresco, 1952 — Francia
10. Centromerus bonaeviae Brignoli, 1979 — Sardegna
11. Centromerus brevivulvatus Dahl, 1912[1] — Regione paleartica
12. Centromerus bulgarianus (Drensky, 1931) — Bulgaria
13. Centromerus capucinus (Simon, 1884) — Europa, Russia
14. Centromerus cavernarum (L. Koch, 1872) — Europa
15. Centromerus chappuisi Fage, 1931 — Romania
16. Centromerus cinctus (Simon, 1884) — Corsica, Algeria, Tunisia
17. Centromerus clarus (L. Koch, 1879) — Russia
18. Centromerus cornupalpis (O. P.-Cambridge, 1875) — USA, Canada
19. Centromerus cottarellii Brignoli, 1979 — Italia
20. Centromerus crinitus Rosca, 1935 — Romania
21. Centromerus dacicus Dumitrescu & Georgescu, 1980 — Romania, Serbia
22. Centromerus denticulatus (Emerton, 1909) — USA
23. Centromerus desmeti Bosmans, 1986 — Marocco, Algeria
24. Centromerus dilutus (O. P.-Cambridge, 1875) — Europa, Russia
25. Centromerus europaeus (Simon, 1911) — Spagna, Francia, Algeria, Penisola balcanica
26. Centromerus fagicola Denis, 1948 — Francia
27. Centromerus fuerteventurensis Wunderlich, 1992 — Isole Canarie
28. Centromerus furcatus (Emerton, 1882) — USA, Canada
29. Centromerus gentilis Dumitrescu & Georgescu, 1980 — Romania
30. Centromerus incilium (L. Koch, 1881) — Regione paleartica
31. Centromerus lakatnikensis (Drensky, 1931) — Bulgaria
32. Centromerus latidens (Emerton, 1882) — USA, Canada
33. Centromerus laziensis Hu, 2001 — Cina
34. Centromerus leruthi Fage, 1933 — Europa
35. Centromerus levitarsis (Simon, 1884) — Regione paleartica
36. Centromerus longibulbus (Emerton, 1882) — USA
37. Centromerus ludovici Bösenberg, 1899 — Germania
38. Centromerus milleri Deltshev, 1974 — Bulgaria
39. Centromerus minor Tanasevitch, 1990 — Russia, Asia Centrale
40. Centromerus minutissimus Merrett & Powell, 1993 — Inghilterra, Germania
41. Centromerus obenbergeri Kratochvíl & Miller, 1938 — Montenegro
42. Centromerus obscurus Bösenberg, 1902 — Europa centrale
43. Centromerus pabulator (O. P.-Cambridge, 1875) — Europa, Russia
44. Centromerus pacificus Eskov & Marusik, 1992 — Russia
45. Centromerus paradoxus (Simon, 1884) — Mediterraneo occidentale
46. Centromerus pasquinii Brignoli, 1971 — Italia
47. Centromerus persimilis (O. P.-Cambridge, 1912) — Europa, Russia
48. Centromerus persolutus (O. P.-Cambridge, 1875) — USA, Canada
49. Centromerus phoceorum Simon, 1929 — Spagna, Francia, Algeria, Tunisia
50. Centromerus piccolo Weiss, 1996 — Germania
51. Centromerus pratensis Gnelitsa & Ponomarev, 2010 — Russia
52. Centromerus prudens (O. P.-Cambridge, 1873) — Regione paleartica
  - Centromerus prudens electus (Simon, 1884) — Francia
53. Centromerus puddui Brignoli, 1979 — Sardegna
54. Centromerus qinghaiensis Hu, 2001 — Cina
55. Centromerus qingzangensis Hu, 2001 — Cina
56. Centromerus remotus Roewer, 1938 — Isole Molucche
57. Centromerus satyrus (Simon, 1884) — Francia
58. Centromerus sellarius (Simon, 1884) — Europa
59. Centromerus semiater (L. Koch, 1879) — Regione paleartica
60. Centromerus serbicus Deltshev, 2002 — ex-Iugoslavia
61. Centromerus serratus (O. P.-Cambridge, 1875) — Europa
62. Centromerus setosus Miller & Kratochvíl, 1940 — Slovacchia
63. Centromerus sexoculatus Wunderlich, 1992 — Madeira
64. Centromerus silvicola (Kulczyński, 1887) — dall'Europa Centrale alla Russia
65. Centromerus sinuatus Bosmans, 1986 — Marocco, Algeria, Tunisia
66. Centromerus sinus (Simon, 1884) — Francia
67. Centromerus subalpinus Lessert, 1907 — Svizzera, Germania, Austria
68. Centromerus subcaecus Kulczynski, 1914 — Europa
69. Centromerus succinus (Simon, 1884) — Mediterraneo occidentale
70. Centromerus sylvaticus (Blackwall, 1841) — Regione olartica
  - Centromerus sylvaticus paucidentatus Deltshev, 1983 — Bulgaria
71. Centromerus tennapex (Barrows, 1940) — USA
72. Centromerus terrigenus Yaginuma, 1972 — Russia, Giappone
73. Centromerus timidus (Simon, 1884) — Spagna, Romania
74. Centromerus tridentinus Caporiacco, 1952 — Italia
75. Centromerus trilobus Tao, Li & Zhu, 1995 — Cina
76. Centromerus truki Millidge, 1991 — Isole Caroline
77. Centromerus turcicus Wunderlich, 1995 — Turchia
78. Centromerus unctus (L. Koch, 1870) — Europa orientale
79. Centromerus unicolor Roewer, 1959 — Turchia
80. Centromerus ussuricus Eskov & Marusik, 1992 — Russia
81. Centromerus valkanovi Deltshev, 1983 — Bulgaria
82. Centromerus variegatus Denis, 1962 — Madeira
83. Centromerus viduus Fage, 1931 — Spagna
84. Centromerus yadongensis Hu & Li, 1987 — Cina

## Centrophantes
Centrophantes Miller & Polenec, 1975
- Centrophantes crosbyi (Fage & Kratochvíl, 1933)[1] — Europa
- Centrophantes roeweri (Wiehle, 1961) — Europa centrale

## Ceraticelus
Ceraticelus Simon, 1884
1. Ceraticelus agathus Chamberlin, 1948 — USA
2. Ceraticelus albus (Fox, 1891) — USA
3. Ceraticelus alticeps (Fox, 1891) — USA
4. Ceraticelus artemisiae Prentice & Redak, 2009[13] — USA
5. Ceraticelus atriceps (O. P.-Cambridge, 1874) — USA
6. Ceraticelus berthoudi Dondale, 1958 — USA
7. Ceraticelus bryantae Kaston, 1945 — USA
8. Ceraticelus bulbosus (Emerton, 1882) — Regione olartica
9. Ceraticelus carinatus (Emerton, 1911) — USA
10. Ceraticelus crassiceps Chamberlin & Ivie, 1939 — USA
11. Ceraticelus creolus Chamberlin, 1925 — USA
12. Ceraticelus emertoni (O. P.-Cambridge, 1874) — USA
13. Ceraticelus fastidiosus Crosby & Bishop, 1925 — USA
14. Ceraticelus fissiceps (O. P.-Cambridge, 1874)[1] — USA
15. Ceraticelus innominabilis Crosby, 1905 — Alaska
16. Ceraticelus laetabilis (O. P.-Cambridge, 1874) — USA, Canada
  - Ceraticelus laetabilis pisga Chamberlin, 1948 — USA
17. Ceraticelus laetus (O. P.-Cambridge, 1874) — USA, Canada
18. Ceraticelus laticeps (Emerton, 1894) — USA, Canada
  - Ceraticelus laticeps bucephalus Chamberlin & Ivie, 1944 — USA
19. Ceraticelus limnologicus Crosby & Bishop, 1925 — USA
20. Ceraticelus micropalpis (Emerton, 1882) — USA
21. Ceraticelus minutus (Emerton, 1882) — USA, Canada
22. Ceraticelus nigripes Bryant, 1940 — Cuba
23. Ceraticelus orientalis Eskov, 1987 — Russia
24. Ceraticelus paludigenus Crosby & Bishop, 1925 — USA, Hispaniola
25. Ceraticelus paschalis Crosby & Bishop, 1925 — USA
26. Ceraticelus phylax Ivie & Barrows, 1935 — USA
27. Ceraticelus pygmaeus (Emerton, 1882) — USA
28. Ceraticelus rowensis Levi & Levi, 1955 — Canada
29. Ceraticelus savannus Chamberlin & Ivie, 1944 — USA
30. Ceraticelus silus Dondale, 1958 — Alaska
31. Ceraticelus similis (Banks, 1892) — USA
32. Ceraticelus subniger Chamberlin, 1948 — USA
33. Ceraticelus tibialis (Fox, 1891) — USA
34. Ceraticelus tumidus Bryant, 1940 — Cuba
35. Ceraticelus vesperus Chamberlin & Ivie, 1939 — USA

## Ceratinella
Ceratinella Emerton, 1882
1. Ceratinella acerea Chamberlin & Ivie, 1933 — USA
2. Ceratinella alaskae Chamberlin & Ivie, 1947 — Russia, Alaska, Canada, USA
3. Ceratinella apollonii Caporiacco, 1938 — Italia
4. Ceratinella brevipes (Westring, 1851) — Regione paleartica
5. Ceratinella brevis (Wider, 1834)[1] — Regione paleartica
6. Ceratinella brunnea Emerton, 1882 — USA, Canada, Alaska
7. Ceratinella buna Chamberlin, 1948 — USA
8. Ceratinella diversa Chamberlin, 1948 — USA
9. Ceratinella fumifera Saito, 1939 — Giappone
10. Ceratinella hemetha Chamberlin, 1948 — USA
11. Ceratinella holocerea Chamberlin, 1948 — USA
12. Ceratinella kenaba Chamberlin, 1948 — USA
13. Ceratinella kurenshchikovi Marusik & Gnelitsa, 2009 — Russia
14. Ceratinella major Kulczyński, 1894 — Regione paleartica
15. Ceratinella marcui Rosca, 1932 — Romania
16. Ceratinella ornatula (Crosby & Bishop, 1925) — USA, Canada, Alaska, Groenlandia
  - Ceratinella ornatula alaskana Chamberlin, 1948 — Alaska
17. Ceratinella parvula (Fox, 1891) — USA
18. Ceratinella plancyi (Simon, 1880) — Cina
19. Ceratinella playa Cokendolpher, Torrence, Smith & Dupérré, 2007 — USA
20. Ceratinella rosea Oliger, 1985 — Russia
21. Ceratinella rotunda (Menge, 1868) — Germania, Russia
22. Ceratinella scabrosa (O. P.-Cambridge, 1871) — Regione paleartica
23. Ceratinella sibirica Strand, 1903 — Russia
24. Ceratinella subulata Bösenberg & Strand, 1906 — Giappone
25. Ceratinella sydneyensis Wunderlich, 1976 — Nuovo Galles del Sud
26. Ceratinella tigana Chamberlin, 1948 — Alaska
27. Ceratinella tosior Chamberlin, 1948 — USA
28. Ceratinella wideri (Thorell, 1871) — Regione paleartica

## Ceratinops
Ceratinops Banks, 1905
- Ceratinops annulipes (Banks, 1892)[1] — USA
- Ceratinops carolinus (Banks, 1911) — USA
- Ceratinops crenatus (Emerton, 1882) — USA
- Ceratinops inflatus (Emerton, 1923) — USA
- Ceratinops latus (Emerton, 1882) — USA
- Ceratinops littoralis (Emerton, 1913) — USA
- Ceratinops obscurus (Chamberlin & Ivie, 1939) — USA
- Ceratinops rugosus (Emerton, 1909) — USA
- Ceratinops sylvaticus (Emerton, 1913) — USA, Canada
- Ceratinops uintanus Chamberlin, 1948[14] — USA

## Ceratinopsidis
Ceratinopsidis Bishop & Crosby, 1930
- Ceratinopsidis formosa (Banks, 1892)[1] — USA

## Ceratinopsis
Ceratinopsis Emerton, 1882
1. Ceratinopsis acripes (Denis, 1962) — Madeira
2. Ceratinopsis africana (Holm, 1962) — Gabon, Kenya
3. Ceratinopsis atolma Chamberlin, 1925 — USA
4. Ceratinopsis auriculata Emerton, 1909 — USA, Canada
5. Ceratinopsis benoiti (Holm, 1968) — Tanzania
6. Ceratinopsis bicolor Banks, 1896 — USA
7. Ceratinopsis blesti Locket, 1982 — Malaysia
8. Ceratinopsis bona Chamberlin & Ivie, 1944 — USA
9. Ceratinopsis crosbyi Chamberlin, 1948 — USA
10. Ceratinopsis delicata Chamberlin & Ivie, 1939 — USA
11. Ceratinopsis dippenaari Jocqué, 1984 — Sudafrica
12. Ceratinopsis disparata (Dondale, 1959) — USA
13. Ceratinopsis fako Bosmans & Jocqué, 1983 — Camerun
14. Ceratinopsis georgiana Chamberlin & Ivie, 1944 — USA
15. Ceratinopsis gosibia Chamberlin, 1948 — USA
16. Ceratinopsis guerrerensis Gertsch & Davis, 1937 — Messico
17. Ceratinopsis holmi Jocqué, 1981 — Malawi, Tanzania
18. Ceratinopsis idanrensis Locket & Russell-Smith, 1980 — Nigeria, Botswana
19. Ceratinopsis infuscata (Denis, 1962) — Madeira
20. Ceratinopsis interpres (O. P.-Cambridge, 1874)[1] — USA
21. Ceratinopsis interventa Chamberlin, 1948 — USA
22. Ceratinopsis jelskii (Keyserling, 1886)[15] - Guyana francese
23. Ceratinopsis labradorensis Emerton, 1925 — Canada
24. Ceratinopsis laticeps Emerton, 1882 — USA
25. Ceratinopsis locketi Millidge, 1995 — Krakatoa
26. Ceratinopsis machadoi (Miller, 1970) — Nigeria, Angola
27. Ceratinopsis mbamensis Bosmans, 1988 — Camerun
28. Ceratinopsis monticola (Simon, 1894) — Sri Lanka
29. Ceratinopsis munda (O. P.-Cambridge, 1896) — Guatemala
30. Ceratinopsis nigriceps Emerton, 1882 — USA, Canada
31. Ceratinopsis nigripalpis Emerton, 1882 — USA, Canada
32. Ceratinopsis nitida (Holm, 1964) — Camerun, Congo
33. Ceratinopsis oregonicola Chamberlin, 1948 — USA
34. Ceratinopsis orientalis Locket, 1982 — Malaysia
35. Ceratinopsis pallida Caporiacco, 1955[15] - Venezuela
36. Ceratinopsis palomara Chamberlin, 1948 — USA
37. Ceratinopsis purpurea (Keyserling, 1886)[15] - Messico
38. Ceratinopsis raboeli Scharff, 1989 — Kenya
39. Ceratinopsis rosea Banks, 1898 — Messico
40. Ceratinopsis ruberrima Franganillo, 1926 — Cuba
41. Ceratinopsis secuta Chamberlin, 1948 — USA
42. Ceratinopsis setoensis (Oi, 1960) — Corea, Giappone
43. Ceratinopsis sinuata Bosmans, 1988 — Camerun
44. Ceratinopsis sutoris Bishop & Crosby, 1930 — USA, Canada
45. Ceratinopsis swanea Chamberlin & Ivie, 1944 — USA
46. Ceratinopsis sylvania Chamberlin & Ivie, 1944 — USA
47. Ceratinopsis watsinga Chamberlin, 1948 — USA
48. Ceratinopsis xanthippe (Keyserling, 1886) — USA
49. Ceratinopsis yola Chamberlin & Ivie, 1939 — USA

## Ceratocyba
Ceratocyba Holm, 1962
- Ceratocyba umbilicaris Holm, 1962[1] — Kenya

## Cheniseo
Cheniseo Bishop & Crosby, 1935
- Cheniseo fabulosa Bishop & Crosby, 1935[1] — USA
- Cheniseo faceta Bishop & Crosby, 1935 — USA
- Cheniseo recurvata (Banks, 1900) — Alaska
- Cheniseo sphagnicultor Bishop & Crosby, 1935 — USA, Canada

## Chenisides
Chenisides Denis, 1962
- Chenisides bispinigera Denis, 1962[1] — Congo
- Chenisides monospina Russell-Smith & Jocqué, 1986 — Kenya

## Cherserigone
Cherserigone Denis, 1954
- Cherserigone gracilipes Denis, 1954[1] — Algeria

## Chiangmaia
Chiangmaia Millidge, 1995
- Chiangmaia rufula Millidge, 1995 — Thailandia
- Chiangmaia sawetamali Millidge, 1995[1] — Thailandia

## Chthiononetes
Chthiononetes Millidge, 1993
- Chthiononetes tenuis Millidge, 1993[1] — Australia occidentale

## Cinetata
Cinetata Wunderlich, 1995
- Cinetata gradata (Simon, 1881)[1] — Europa

## Claviphantes
Claviphantes Tanasevitch & Saaristo, 2006
- Claviphantes bifurcatoides (Tanasevitch, 1987) — Nepal
- Claviphantes bifurcatus (Tanasevitch, 1987)[1] — Nepal

## Cnephalocotes
Cnephalocotes Simon, 1884
- Cnephalocotes obscurus (Blackwall, 1834)[1] — Regione paleartica
- Cnephalocotes simpliciceps Simon, 1900 — Hawaii
- Cnephalocotes tristis Denis, 1954 — Francia

## Collinsia
Collinsia O. P.-Cambridge, 1913
1. Collinsia borea (L. Koch, 1879) — Russia, Alaska
2. Collinsia caliginosa (L. Koch, 1879) — Russia, Asia Centrale
  - Collinsia caliginosa nemenziana Thaler, 1980 — Austria
3. Collinsia clypiella (Chamberlin, 1920) — USA
4. Collinsia crassipalpis (Caporiacco, 1935) — India
5. Collinsia dentata Eskov, 1990 — Russia
6. Collinsia despaxi (Denis, 1950) — Francia
7. Collinsia distincta (Simon, 1884)[1] — Regione paleartica
8. Collinsia ezoensis (Saito, 1986) — Giappone
9. Collinsia hibernica (Simon, 1926) — Francia
10. Collinsia holmgreni (Thorell, 1871) — Regione olartica
11. Collinsia holmi Eskov, 1990 — Russia
12. Collinsia inerrans (O. P.-Cambridge, 1885) — Regione paleartica
13. Collinsia ksenia (Crosby & Bishop, 1928) — USA, Canada, Alaska
14. Collinsia oatimpa (Chamberlin, 1948) — USA
15. Collinsia oxypaederotipus (Crosby, 1905) — USA
16. Collinsia palmeni Hackman, 1954 — Canada
17. Collinsia perplexa (Keyserling, 1886) — USA
18. Collinsia pertinens (O. P.-Cambridge, 1875) — USA
19. Collinsia plumosa (Emerton, 1882) — USA, Canada
20. Collinsia probata (O. P.-Cambridge, 1874) — USA
21. Collinsia sachalinensis Eskov, 1990 — Russia
22. Collinsia spetsbergensis (Thorell, 1871) — Regione olartica
23. Collinsia stylifera (Chamberlin, 1948) — USA, Canada, Alaska
24. Collinsia thulensis (Jackson, 1934) — Alaska, Canada, Groenlandia, Isole Spitsbergen
25. Collinsia tianschanica Tanasevitch, 1989 — Kirghizistan

## Coloncus
Coloncus Chamberlin, 1948
- Coloncus americanus (Chamberlin & Ivie, 1944) — USA
- Coloncus cascadeus Chamberlin, 1948 — USA
- Coloncus ocala Chamberlin, 1948 — USA
- Coloncus pius Chamberlin, 1948[1] — USA
- Coloncus siou Chamberlin, 1948 — USA, Canada

## Comorella
Comorella Jocqué, 1985
- Comorella spectabilis Jocqué, 1985[1] — Isole Comore

## Concavocephalus
Concavocephalus Eskov, 1989
- Concavocephalus eskovi Marusik & Tanasevitch, 2003 — Russia
- Concavocephalus rubens Eskov, 1989[1] — Russia

## Connithorax
Connithorax Eskov, 1993
- Connithorax barbatus (Eskov, 1988)[1] — Russia

## Coreorgonal
Coreorgonal Bishop & Crosby, 1935
- Coreorgonal bicornis (Emerton, 1923)[1] — USA, Canada
- Coreorgonal monoceros (Keyserling, 1884) — USA
- Coreorgonal petulcus (Millidge, 1981) — USA

## Cornicephalus
Cornicephalus Saaristo & Wunderlich, 1995
- Cornicephalus jilinensis Saaristo & Wunderlich, 1995[1] — Cina

## Cresmatoneta
Cresmatoneta Simon, 1929
- Cresmatoneta eleonorae (Costa, 1883) — Sardegna
- Cresmatoneta leucophthalma (Fage, 1946) — India
- Cresmatoneta mutinensis (Canestrini, 1868)[1] — Regione paleartica
  - Cresmatoneta mutinensis orientalis (Strand, 1914) — Israele
- Cresmatoneta nipponensis Saito, 1988 — Corea, Giappone

## Crispiphantes
Crispiphantes Tanasevitch, 1992
- Crispiphantes biseulsanensis (Paik, 1985) — Cina, Corea
- Crispiphantes rhomboideus (Paik, 1985)[1] — Russia, Corea

## Crosbyarachne
Crosbyarachne Charitonov, 1937
- Crosbyarachne bukovskyi Charitonov, 1937[1] — Ucraina
- Crosbyarachne silvestris (Georgescu, 1973)[17] - Italia, Austria, Romania, Slovenia, Bulgaria

## Crosbylonia
Crosbylonia Eskov, 1988
- Crosbylonia borealis Eskov, 1988[1] — Russia

## Cryptolinyphia
Cryptolinyphia Millidge, 1991
- Cryptolinyphia sola Millidge, 1991[1] — Colombia

## Ctenophysis
Ctenophysis Millidge, 1985
- Ctenophysis chilensis Millidge, 1985[1] — Cile centrale

## Cyphonetria
Cyphonetria Millidge, 1995
- Cyphonetria thaia Millidge, 1995[1] — Thailandia

## Dactylopisthes
Dactylopisthes Simon, 1884
- Dactylopisthes digiticeps (Simon, 1881)[1] — dall'Europa all'Afghanistan, Iran
- Dactylopisthes diphyus (Heimer, 1987) — Mongolia, Cina
- Dactylopisthes locketi (Tanasevitch, 1983) — Asia Centrale
- Dactylopisthes mirabilis (Tanasevitch, 1985) — Kirghizistan
- Dactylopisthes mirificus (Georgescu, 1976) — Romania, Russia, Ucraina
- Dactylopisthes video (Chamberlin & Ivie, 1947) — Russia, Mongolia, Alaska, Canada

## Dactylopisthoides
Dactylopisthoides Eskov, 1990
- Dactylopisthoides hyperboreus Eskov, 1990[1] — Russia

## Decipiphantes
Decipiphantes Saaristo & Tanasevitch, 1996
- Decipiphantes decipiens (L. Koch, 1879)[1] — Finlandia, Russia, Mongolia

## Deelemania
Deelemania Jocqué & Bosmans, 1983
- Deelemania gabonensis Jocqué, 1983 — Gabon
- Deelemania malawiensis Jocqué & Russell-Smith, 1984 — Malawi
- Deelemania manensis Jocqué & Bosmans, 1983[1] — Costa d'Avorio
- Deelemania nasuta Bosmans, 1988 — Camerun

## Dendronetria
Dendronetria Millidge & Russell-Smith, 1992
- Dendronetria humilis Millidge & Russell-Smith, 1992 — Borneo
- Dendronetria obscura Millidge & Russell-Smith, 1992[1] — Borneo

## Denisiphantes
Denisiphantes Tu, Li & Rollard, 2005
- Denisiphantes denisi Schenkel, 1963[1] — Cina

## Diastanillus
Diastanillus Simon, 1926
- Diastanillus pecuarius (Simon, 1884)[1] — Francia, Austria

## Dicornua
Dicornua Oi, 1960
- Dicornua hikosanensis Oi, 1960[1] — Giappone

## Dicymbium
Dicymbium Menge, 1868
- Dicymbium elongatum (Emerton, 1882) — USA, Canada
- Dicymbium facetum (L. Koch, 1879) — Russia, Mongolia
- Dicymbium libidinosum (Kulczyński, 1926) — Russia, Cina
- Dicymbium nigrum (Blackwall, 1834)[1] — Regione paleartica
  - Dicymbium nigrum brevisetosum Locket, 1962[18] — Europa
- Dicymbium salaputium Saito, 1986 — Giappone
- Dicymbium sinofacetum Tanasevitch, 2006 — Cina
- Dicymbium tibiale (Blackwall, 1836) — Regione paleartica
- Dicymbium yaginumai Eskov & Marusik, 1994 — Russia, Giappone

## Didectoprocnemis
Didectoprocnemis Denis, 1949
- Didectoprocnemis cirtensis (Simon, 1884)[1] — Portogallo, Francia, Algeria, Marocco, Tunisia

## Diechomma
Diechomma Millidge, 1991
- Diechomma exiguum (Millidge, 1991) — Colombia
- Diechomma pretiosum Millidge, 1991[1] — Colombia

## Dietrichia
Dietrichia Crosby & Bishop, 1933
- Dietrichia hesperia Crosby & Bishop, 1933 — USA, Canada

## Diplocentria
Diplocentria Hull, 1911
- Diplocentria bidentata (Emerton, 1882)[1] — Regione olartica
- Diplocentria changajensis Wunderlich, 1995 — Mongolia
- Diplocentria forsslundi Holm, 1939 — Svezia
- Diplocentria hiberna (Barrows, 1945) — USA
- Diplocentria mediocris (Simon, 1884) — Europa
- Diplocentria perplexa (Chamberlin & Ivie, 1939) — USA, Canada
- Diplocentria rectangulata (Emerton, 1915) — Regione olartica
- Diplocentria retinax (Crosby & Bishop, 1936) — USA, Canada

### Specie trasferite
- Diplocentria acoreensis Wunderlich, 1992;[19].

## Diplocephaloides
Diplocephaloides Oi, 1960
- Diplocephaloides saganus (Bösenberg & Strand, 1906)[1] — Corea, Giappone
- Diplocephaloides uncatus Song & Li, 2010 — Cina

## Diplocephalus
Diplocephalus Bertkau, 1883

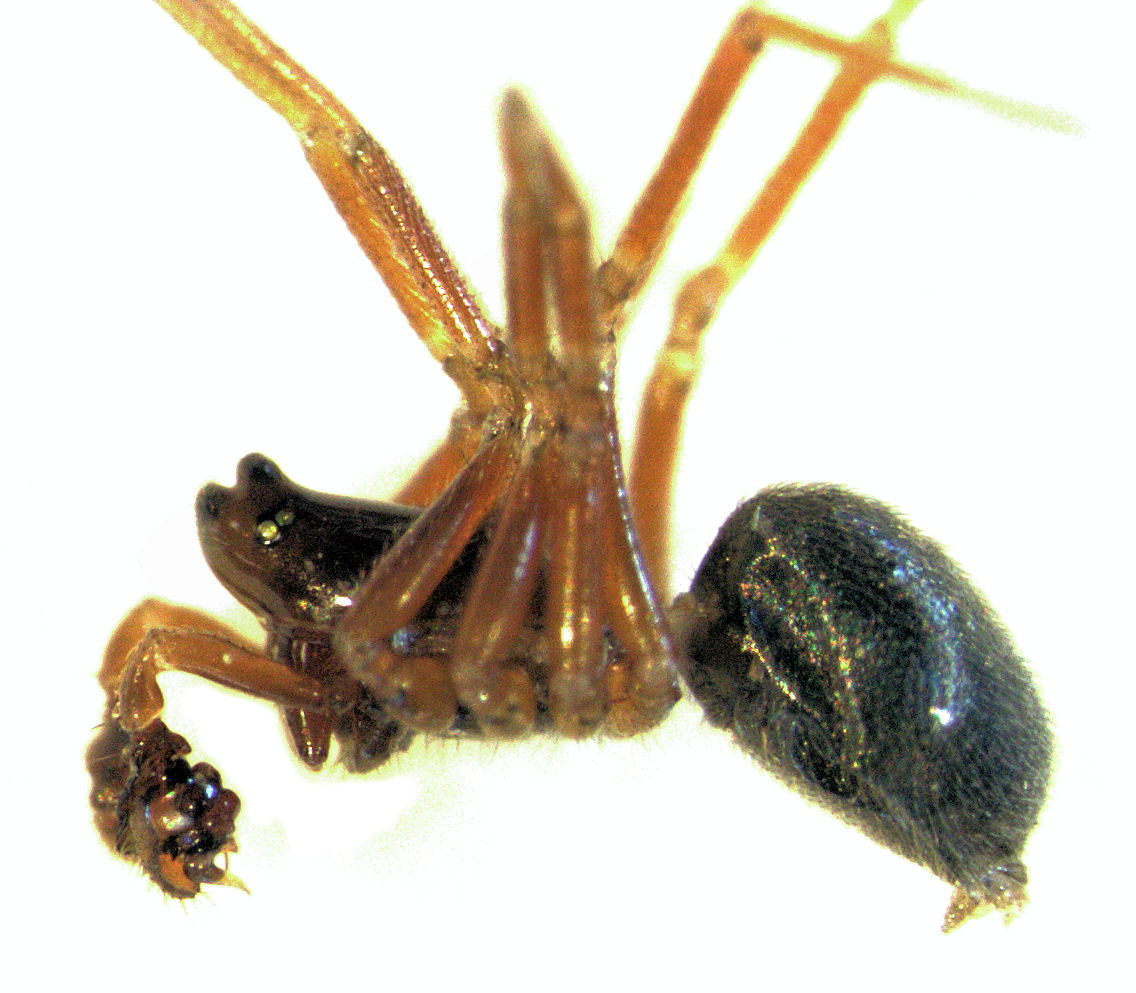
Diplocephalus cristatus, maschio adulto

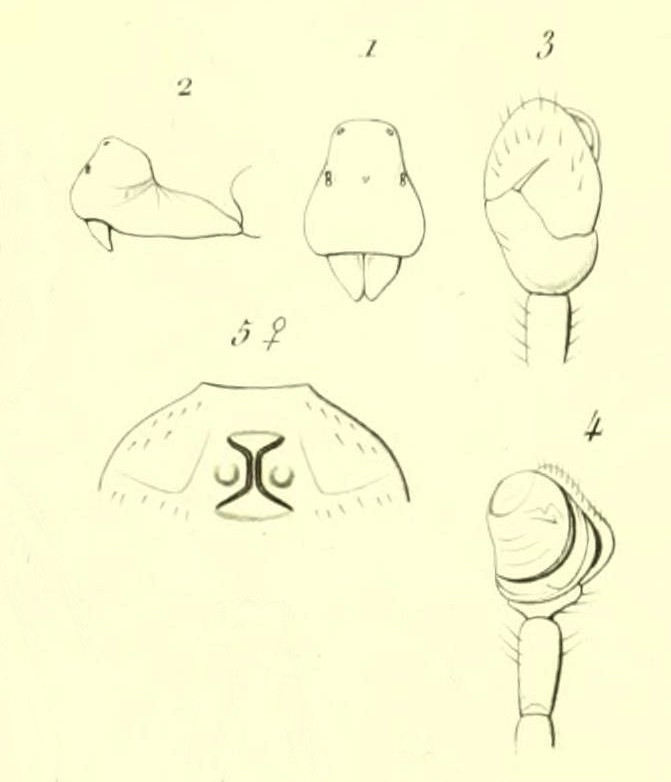
Disegni di parti anatomiche di esemplari di Diplocephalus lusiscus descritti da Simon nel 1872:
1) vista frontale del cefalotorace con i cheliceri;
2) vista laterale del cefalotorace;
3) pedipalpo maschile, vista superiore;
4) pedipalpo maschile, vista inferiore;
5) epigino femminile

1. Diplocephalus algericus Bosmans, 1996 — Algeria
2. Diplocephalus alpinus (O. P.-Cambridge, 1872) — Italia (arco alpino), dall'Europa centrale alla Russia
  - Diplocephalus alpinus strandi Kolosváry, 1937 — Ungheria
  - Diplocephalus alpinus subrufus Rosca, 1935 — Romania
3. Diplocephalus altimontanus Deltshev, 1984 — Bulgaria
4. Diplocephalus arnoi Isaia, 2005 — Italia (Abruzzi)
5. Diplocephalus arvernus Denis, 1948 — Francia
6. Diplocephalus barbiger (Roewer, 1955) — Regione olartica
7. Diplocephalus bicephalus (Simon, 1884) — Francia, Bulgaria
8. Diplocephalus bicurvatus Bösenberg & Strand, 1906 — Giappone
9. Diplocephalus bifurcatus Tanasevitch, 1989 — Turkmenistan
10. Diplocephalus caecus Denis, 1952 — Belgio
11. Diplocephalus caucasicus Tanasevitch, 1987 — Turchia, Russia, Georgia
12. Diplocephalus connatus Bertkau, 1889 — Regione paleartica
  - Diplocephalus connatus jacksoni O. P.-Cambridge, 1903[20] — Inghilterra
13. Diplocephalus crassilobus (Simon, 1884) — Europa (Italia settentrionale)
14. Diplocephalus cristatus (Blackwall, 1833) — Regione olartica (Italia settentrionale e meridionale), Nuova Zelanda, Isole Falkland
15. Diplocephalus culminicola Simon, 1884 — Francia
16. Diplocephalus dentatus Tullgren, 1955 — Europa settentrionale, dall'Europa Centrale all'Ucraina (Italia settentrionale)
17. Diplocephalus foraminifer (O. P.-Cambridge, 1875)[1] — Europa (Italia settentrionale)
  - Diplocephalus foraminifer thyrsiger (Simon, 1884) — Francia
18. Diplocephalus graecus (O. P.-Cambridge, 1872) — Europa (Italia settentrionale e meridionale), Africa settentrionale
19. Diplocephalus gravidus Strand, 1906 — Giappone
20. Diplocephalus helleri (L. Koch, 1869) — Europa (Italia settentrionale)
21. Diplocephalus hispidulus Saito & Ono, 2001 — Giappone
22. Diplocephalus hungaricus Kulczyński, 1915[21] — Ungheria
23. Diplocephalus lancearius (Simon, 1884) — Algeria
24. Diplocephalus latifrons (O. P.-Cambridge, 1863) — Europa (Italia settentrionale e meridionale), Russia
25. Diplocephalus longicarpus (Simon, 1884) — Francia, Italia settentrionale
26. Diplocephalus lusiscus (Simon, 1872) — Francia, Belgio, Germania, Svizzera
27. Diplocephalus machadoi Bosmans & Cardoso, 2010 — Portogallo
28. Diplocephalus marijae Bosmans, 2010 — Portogallo
29. Diplocephalus marusiki Eskov, 1988 — Russia
30. Diplocephalus mirabilis Eskov, 1988 — Russia, Cina
31. Diplocephalus montaneus Tanasevitch, 1992 — Asia Centrale
32. Diplocephalus montanus Eskov, 1988 — Russia
33. Diplocephalus mystacinus (Simon, 1884) — Algeria, Tunisia
34. Diplocephalus parentalis Song & Li, 2010 — Cina
35. Diplocephalus pavesii Pesarini, 1996 — Svizzera, Italia
36. Diplocephalus permixtus (O. P.-Cambridge, 1871) — Regione paleartica
37. Diplocephalus picinus (Blackwall, 1841) — Regione paleartica (Italia meridionale)
38. Diplocephalus procer (Simon, 1884) — Europa meridionale (Italia settentrionale e meridionale)
39. Diplocephalus protuberans (O. P.-Cambridge, 1875) — Europa (Italia settentrionale)
40. Diplocephalus pseudocrassilobus Gnelitsa, 2006 — Ucraina
41. Diplocephalus pullinus Simon, 1918 — Francia
42. Diplocephalus rectilobus (Simon, 1884) — Francia
43. Diplocephalus rostratus Schenkel, 1934 — Austria
44. Diplocephalus semiglobosus (Westring, 1861) — Svezia, Finlandia, Germania
45. Diplocephalus sphagnicola Eskov, 1988 — Russia, Canada
46. Diplocephalus subrostratus (O. P.-Cambridge, 1873) — Regione olartica
47. Diplocephalus tiberinus (Caporiacco, 1936) — Italia (alto Lazio)
48. Diplocephalus toscanaensis Wunderlich, 2011 — Italia (Toscana)
49. Diplocephalus transcaucasicus Tanasevitch, 1990 — Azerbaigian, Iran
50. Diplocephalus turcicus Brignoli, 1972 — Grecia, Turchia
51. Diplocephalus uliginosus Eskov, 1988 — Russia

### Sinonimie recenti
- Diplocephalus cristatus angusticeps Holm, 1973[22].

## Diploplecta
Diploplecta Millidge, 1988
- Diploplecta adjacens Millidge, 1988 — Nuova Zelanda
- Diploplecta communis Millidge, 1988[1] — Nuova Zelanda
- Diploplecta duplex Millidge, 1988 — Nuova Zelanda
- Diploplecta nuda Millidge, 1988 — Nuova Zelanda
- Diploplecta opaca Millidge, 1988 — Nuova Zelanda
- Diploplecta proxima Millidge, 1988 — Nuova Zelanda
- Diploplecta simplex Millidge, 1988 — Nuova Zelanda

## Diplostyla
Diplostyla Emerton, 1882
- Diplostyla concolor (Wider, 1834)[1] — Regione olartica

## Diplothyron
Diplothyron Millidge, 1991
- Diplothyron fuscus Millidge, 1991[1] — Venezuela

## Disembolus
Disembolus Chamberlin & Ivie, 1933
1. Disembolus alpha (Chamberlin, 1948) — USA
2. Disembolus amoenus Millidge, 1981 — USA
3. Disembolus anguineus Millidge, 1981 — USA
4. Disembolus bairdi Edwards, 1999 — USA
5. Disembolus beta Millidge, 1981 — USA
6. Disembolus concinnus Millidge, 1981 — USA
7. Disembolus convolutus Millidge, 1981 — USA
8. Disembolus corneliae (Chamberlin & Ivie, 1944) — USA
9. Disembolus galeatus Millidge, 1981 — USA
10. Disembolus hyalinus Millidge, 1981 — Canada
11. Disembolus implexus Millidge, 1981 — USA
12. Disembolus implicatus Millidge, 1981 — USA
13. Disembolus kesimbus (Chamberlin, 1948) — USA
14. Disembolus lacteus Millidge, 1981 — USA
15. Disembolus lacunatus Millidge, 1981 — USA
16. Disembolus phanus (Chamberlin, 1948) — USA
17. Disembolus procerus Millidge, 1981 — USA
18. Disembolus sacerdotalis (Crosby & Bishop, 1933) — USA, Canada
19. Disembolus sinuosus Millidge, 1981 — USA
20. Disembolus solanus Millidge, 1981 — USA
21. Disembolus stridulans Chamberlin & Ivie, 1933[1] — USA
22. Disembolus torquatus Millidge, 1981 — USA
23. Disembolus vicinus Millidge, 1981 — USA
24. Disembolus zygethus Chamberlin, 1948 — USA

## Dismodicus
Dismodicus Simon, 1884
- Dismodicus alticeps Chamberlin & Ivie, 1947 — Russia, Alaska, Canada, USA
- Dismodicus bifrons (Blackwall, 1841)[1] — Regione paleartica
- Dismodicus decemoculatus (Emerton, 1882) — USA, Canada, Groenlandia
- Dismodicus elevatus (C. L. Koch, 1838) — Regione paleartica
- Dismodicus fungiceps Denis, 1944 — Francia
- Dismodicus modicus Chamberlin & Ivie, 1947 — Alaska

## Doenitzius
Doenitzius Oi, 1960
- Doenitzius peniculus Oi, 1960[1] — Corea, Giappone
- Doenitzius pruvus Oi, 1960 — Russia, Cina, Corea, Giappone

## Dolabritor
Dolabritor Millidge, 1991
- Dolabritor ascifer Millidge, 1991 — Colombia
- Dolabritor spineus Millidge, 1991[1] — Colombia

## Donacochara
Donacochara Simon, 1884
- Donacochara deminuta Locket, 1968 — Angola
- Donacochara speciosa (Thorell, 1875)[1] — dall'Europa all'Asia Centrale

## Drapetisca
Drapetisca Menge, 1866
- Drapetisca alteranda Chamberlin, 1909 — USA
- Drapetisca australis Forster, 1955 — Isole degli Antipodi
- Drapetisca bicruris Tu & Li, 2006 — Cina
- Drapetisca oteroana Gertsch, 1951 — USA
- Drapetisca socialis (Sundevall, 1833)[1] — Regione paleartica

## Drepanotylus
Drepanotylus Holm, 1945
- Drepanotylus aduncus Sha & Zhu, 1995 — Cina
- Drepanotylus borealis Holm, 1945 — Svezia, Finlandia, Russia
- Drepanotylus holmi (Eskov, 1981) — Russia, Mongolia
- Drepanotylus pirinicus Deltshev, 1992 — Bulgaria
- Drepanotylus uncatus (O. P.-Cambridge, 1873)[1] — Regione paleartica

## Dresconella
Dresconella Denis, 1950
- Dresconella nivicola (Simon, 1884)[1] — Francia

## Dubiaranea
Dubiaranea Mello-Leitão, 1943
1. Dubiaranea abjecta Millidge, 1991 — Ecuador, Perù
2. Dubiaranea abundans Millidge, 1991 — Perù
3. Dubiaranea affinis Millidge, 1991 — Ecuador
4. Dubiaranea albodorsata Millidge, 1991 — Colombia
5. Dubiaranea albolineata Millidge, 1991 — Perù
6. Dubiaranea amoena Millidge, 1991 — Perù
7. Dubiaranea argentata Millidge, 1991 — Bolivia
8. Dubiaranea argenteovittata Mello-Leitão, 1943[1] — Brasile
9. Dubiaranea atra Millidge, 1991 — Bolivia
10. Dubiaranea atriceps Millidge, 1991 — Perù
11. Dubiaranea atripalpis Millidge, 1991 — Venezuela
12. Dubiaranea atrolineata Millidge, 1991 — Colombia
13. Dubiaranea aureola Millidge, 1991 — Perù
14. Dubiaranea bacata Millidge, 1991 — Perù
15. Dubiaranea brevis Millidge, 1991 — Bolivia
16. Dubiaranea caeca Millidge, 1991 — Venezuela
17. Dubiaranea caledonica (Millidge, 1985) — Cile
18. Dubiaranea castanea Millidge, 1991 — Perù
19. Dubiaranea cekalovici (Millidge, 1985) — Cile
20. Dubiaranea cerea (Millidge, 1985) — Cile
21. Dubiaranea colombiana Millidge, 1991 — Colombia
22. Dubiaranea concors Millidge, 1991 — Colombia
23. Dubiaranea congruens Millidge, 1991 — Ecuador
24. Dubiaranea crebra Millidge, 1991 — Colombia, Venezuela, Ecuador, Perù
25. Dubiaranea decora Millidge, 1991 — Perù
26. Dubiaranea decurtata Millidge, 1991 — Bolivia
27. Dubiaranea deelemanae Millidge, 1995 — Borneo
28. Dubiaranea difficilis (Mello-Leitão, 1944) — Argentina
29. Dubiaranea discolor Millidge, 1991 — Colombia
30. Dubiaranea distincta (Nicolet, 1849) — Cile
31. Dubiaranea distracta Millidge, 1991 — Colombia
32. Dubiaranea elegans Millidge, 1991 — Perù
33. Dubiaranea fagicola Millidge, 1991 — Cile
34. Dubiaranea falcata (Millidge, 1985) — Cile
35. Dubiaranea festiva (Millidge, 1985) — Cile
36. Dubiaranea fruticola Millidge, 1991 — Perù
37. Dubiaranea fulgens (Millidge, 1985) — Cile
38. Dubiaranea fulvolineata Millidge, 1991 — Perù
39. Dubiaranea furva Millidge, 1991 — Perù
40. Dubiaranea fusca Millidge, 1991 — Perù
41. Dubiaranea gilva Millidge, 1991 — Colombia
42. Dubiaranea gloriosa Millidge, 1991 — Colombia
43. Dubiaranea grandicula Millidge, 1991 — Perù
44. Dubiaranea gregalis Millidge, 1991 — Perù
45. Dubiaranea habilis Millidge, 1991 — Ecuador
46. Dubiaranea inquilina (Millidge, 1985) — Brasile
47. Dubiaranea insignita Millidge, 1991 — Perù, Bolivia
48. Dubiaranea insulana Millidge, 1991 — Isole Juan Fernandez
49. Dubiaranea insulsa Millidge, 1991 — Ecuador
50. Dubiaranea lepida Millidge, 1991 — Perù
51. Dubiaranea levii Millidge, 1991 — Brasile
52. Dubiaranea longa Millidge, 1991 — Perù
53. Dubiaranea longiscapa (Millidge, 1985) — Cile
54. Dubiaranea luctuosa Millidge, 1991 — Perù
55. Dubiaranea lugubris Millidge, 1991 — Ecuador
56. Dubiaranea maculata (Millidge, 1985) — Cile
57. Dubiaranea manufera (Millidge, 1985) — Cile
58. Dubiaranea margaritata Millidge, 1991 — Colombia, Venezuela
59. Dubiaranea media Millidge, 1991 — Venezuela
60. Dubiaranea mediocris Millidge, 1991 — Perù
61. Dubiaranea melanocephala Millidge, 1991 — Perù
62. Dubiaranea melica Millidge, 1991 — Perù
63. Dubiaranea mirabilis Millidge, 1991 — Ecuador
64. Dubiaranea modica Millidge, 1991 — Ecuador
65. Dubiaranea morata Millidge, 1991 — Ecuador
66. Dubiaranea nivea Millidge, 1991 — Bolivia
67. Dubiaranea opaca Millidge, 1991 — Perù
68. Dubiaranea orba Millidge, 1991 — Ecuador
69. Dubiaranea ornata Millidge, 1991 — Colombia
70. Dubiaranea penai (Millidge, 1985) — Cile
71. Dubiaranea persimilis Millidge, 1991 — Ecuador
72. Dubiaranea procera Millidge, 1991 — Perù
73. Dubiaranea propinquua (Millidge, 1985) — Cile
74. Dubiaranea propria Millidge, 1991 — Colombia
75. Dubiaranea proxima Millidge, 1991 — Ecuador
76. Dubiaranea pulchra Millidge, 1991 — Venezuela
77. Dubiaranea pullata Millidge, 1991 — Perù
78. Dubiaranea remota Millidge, 1991 — Argentina
79. Dubiaranea rufula Millidge, 1991 — Perù
80. Dubiaranea saucia Millidge, 1991 — Brasile
81. Dubiaranea setigera Millidge, 1991 — Colombia
82. Dubiaranea signifera Millidge, 1991 — Bolivia
83. Dubiaranea silvae Millidge, 1991 — Perù
84. Dubiaranea silvicola Millidge, 1991 — Colombia
85. Dubiaranea similis Millidge, 1991 — Cile
86. Dubiaranea solita Millidge, 1991 — Colombia
87. Dubiaranea speciosa Millidge, 1991 — Perù
88. Dubiaranea stellata (Millidge, 1985) — Cile
89. Dubiaranea subtilis (Keyserling, 1886) — Perù
90. Dubiaranea teres Millidge, 1991 — Ecuador
91. Dubiaranea tridentata Millidge, 1993 — Perù
92. Dubiaranea tristis (Mello-Leitão, 1941) — Argentina
93. Dubiaranea truncata Millidge, 1991 — Perù
94. Dubiaranea turbidula (Keyserling, 1886) — Brasile, Perù
95. Dubiaranea usitata Millidge, 1991 — Colombia
96. Dubiaranea varia Millidge, 1991 — Perù
97. Dubiaranea variegata Millidge, 1991 — Colombia
98. Dubiaranea versicolor Millidge, 1991 — Colombia, Ecuador, Perù
99. Dubiaranea veterana Millidge, 1991 — Ecuador
100. Dubiaranea vetusta Millidge, 1991 — Ecuador

## Dumoga
Dumoga Millidge & Russell-Smith, 1992
- Dumoga arboricola Millidge & Russell-Smith, 1992[1]  — Celebes
- Dumoga complexipalpis Millidge & Russell-Smith, 1992 — Celebes

## Dunedinia

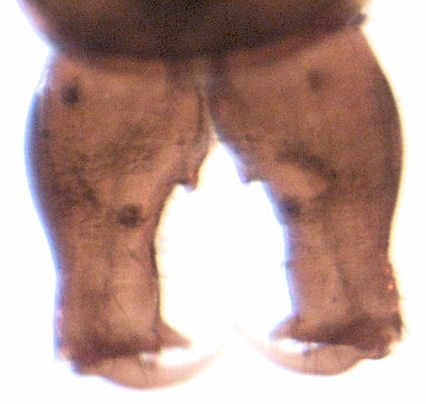
Dunedinia denticulata, cheliceri

Dunedinia Millidge, 1988
- Dunedinia decolor Millidge, 1988 — Nuova Zelanda
- Dunedinia denticulata Millidge, 1988[1] — Nuova Zelanda
- Dunedinia occidentalis Millidge, 1993 — Australia occidentale
- Dunedinia opaca Millidge, 1993 — Australia meridionale
- Dunedinia pullata Millidge, 1988 — Nuova Zelanda

## Eborilaira
Eborilaira Eskov, 1989
- Eborilaira alpina Eskov, 1989[1] — Russia

## Eldonnia
Eldonnia Tanasevitch, 2008
- Eldonnia kayaensis (Paik, 1965)[1] — Russia, Corea, Giappone

## Emenista
Emenista Simon, 1894
- Emenista bisinuosa Simon, 1894[1] — India

## Enguterothrix
Enguterothrix Denis, 1962
- Enguterothrix crinipes Denis, 1962[1] — Congo
- Enguterothrix fuscipalpis Denis, 1962 — Uganda
- Enguterothrix tenuipalpis Holm, 1968 — Congo

## Entelecara
Entelecara Simon, 1884
- Entelecara acuminata (Wider, 1834)[1] — Regione olartica
- Entelecara aestiva Simon, 1918 — Francia, Italia
- Entelecara aurea Gao & Zhu, 1993 — Cina
- Entelecara cacuminum Denis, 1954 — Francia
- Entelecara congenera (O. P.-Cambridge, 1879) — Regione paleartica

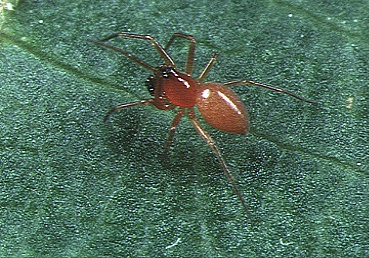
Entelecara tanikawai, maschio

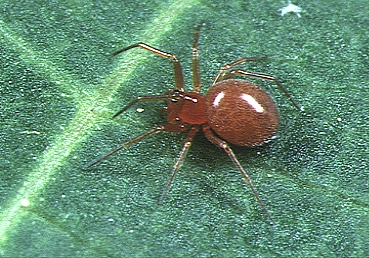
Entelecara tanikawai, femmina

- Entelecara dabudongensis Paik, 1983 — Russia, Cina, Corea, Giappone
- Entelecara errata O. P.-Cambridge, 1913 — Europa, Russia
- Entelecara erythropus (Westring, 1851) — Regione paleartica
- Entelecara flavipes (Blackwall, 1834) — Europa, Russia
- Entelecara forsslundi Tullgren, 1955 — Svezia, Russia, Estonia
- Entelecara helfridae Tullgren, 1955 — Svezia
- Entelecara italica Thaler, 1984 — Italia
- Entelecara klefbecki Tullgren, 1955 — Svezia
- Entelecara media Kulczyński, 1887 — Regione olartica
- Entelecara obscura Miller, 1971 — Repubblica Ceca, Slovacchia
- Entelecara omissa O. P.-Cambridge, 1902 — Europa
- Entelecara schmitzi Kulczynski, 1905 — Madeira, Francia
- Entelecara sombra (Chamberlin & Ivie, 1947) — Russia, Alaska, Canada, USA
- Entelecara strandi Kolosváry, 1934 — Ungheria
- Entelecara tanikawai Tazoe, 1993 — Giappone
- Entelecara truncatifrons (O. P.-Cambridge, 1875) — Francia, Corsica, Algeria
- Entelecara turbinata Simon, 1918 — Francia

## Eordea
Eordea Simon, 1899
- Eordea bicolor Simon, 1899[1] — Sumatra

## Epibellowia
Epibellowia Tanasevitch, 1996
- Epibellowia enormita (Tanasevitch, 1988) — Russia
- Epibellowia pacifica (Eskov & Marusik, 1992) — Russia
- Epibellowia septentrionalis (Oi, 1960)[1] — Russia, Giappone

## Epiceraticelus
Epiceraticelus Crosby & Bishop, 1931
- Epiceraticelus fluvialis Crosby & Bishop, 1931[1] — USA

## Epigyphantes
Epigyphantes Saaristo & Tanasevitch, 2004
- Epigyphantes epigynatus (Tanasevitch, 1988)[1] — Russia

## Epigytholus
Epigytholus Tanasevitch, 1996
- Epigytholus kaszabi (Wunderlich, 1995)[1] — Russia, Mongolia

## Episolder
Episolder (Tanasevitch, 1996)
- Episolder finitimus (Tanasevitch, 1996)[1] — Russia

## Epiwubana
Epiwubana Millidge, 1991
- Epiwubana jucunda Millidge, 1991[1] — Cile

## Eridantes
Eridantes Crosby & Bishop, 1933
- Eridantes erigonoides (Emerton, 1882)[1] — USA
- Eridantes utibilis Crosby & Bishop, 1933 — USA, Canada

## Erigone
Erigone Audouin, 1826
1. Erigone albescens Banks, 1898 — USA

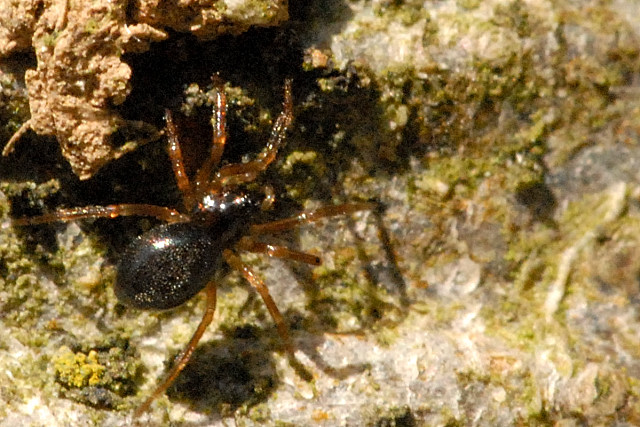
Erigone atra, maschio

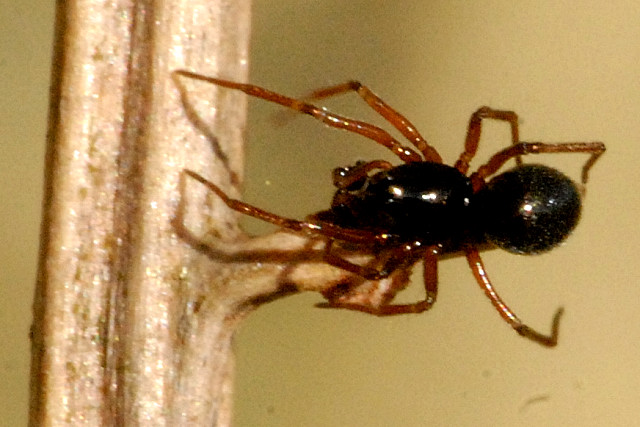
Erigone atra, maschio

2. Erigone aletris Crosby & Bishop, 1928 — USA, Canada, Scozia, Italia
3. Erigone allani Chamberlin & Ivie, 1947 — Alaska
4. Erigone alsaida Crosby & Bishop, 1928 — USA
5. Erigone angela Chamberlin & Ivie, 1939 — USA
6. Erigone antarctica Simon, 1884 — Cile
7. Erigone antegona Chickering, 1970 — Panama
8. Erigone aptuna Chickering, 1970 — Panama
9. Erigone arctica (White, 1852) — Regione olartica
  - Erigone arctica maritima Kulczyński, 1902 — Europa settentrionale
  - Erigone arctica palaearctica Braendegaard, 1934 — Scandinavia, Russia
  - Erigone arctica sibirica Kulczynski, 1908 — Russia
  - Erigone arctica soerenseni Holm, 1956 — Groenlandia
10. Erigone arcticola Chamberlin & Ivie, 1947 — Russia, Alaska
11. Erigone arctophylacis Crosby & Bishop, 1928 — USA, Canada
12. Erigone aspura Chamberlin & Ivie, 1939[23] — Alaska
13. Erigone atra Blackwall, 1833 — Regione olartica (anche in Italia)
14. Erigone autumnalis Emerton, 1882 — dagli USA a Panama, Indie occidentali, Isole Azzorre, Europa (anche in Italia)
15. Erigone barrowsi Crosby & Bishop, 1928 — USA
16. Erigone benes Chamberlin & Ivie, 1939 — USA
17. Erigone bereta Chickering, 1970 — Panama
18. Erigone bifurca Locket, 1982 — Malaysia, Filippine, Krakatoa
19. Erigone blaesa Crosby & Bishop, 1928 — USA, Canada
20. Erigone brevipes Tu & Li, 2004 — Vietnam
21. Erigone canthognatha Chamberlin & Ivie, 1935 — USA
22. Erigone clavipalpis Millidge, 1991 — Perù
23. Erigone coloradensis Keyserling, 1886 — USA, Canada, Alaska
24. Erigone convalescens Jocqué, 1985 — Isole Comore
25. Erigone cristatopalpus Simon, 1884 — Europa (anche in Italia)
26. Erigone crosbyi Schenkel, 1950 — USA
27. Erigone decens Thorell, 1871 — Germania
28. Erigone dentichelis Miller, 1970 — Angola
29. Erigone denticulata Chamberlin & Ivie, 1939 — USA
30. Erigone dentigera O. P.-Cambridge, 1874 — Regione olartica (Italia)
31. Erigone dentipalpis (Wider, 1834) — Regione olartica (Italia)
  - Erigone dentipalpis syriaca O. P.-Cambridge, 1872 — Siria
32. Erigone dentosa O. P.-Cambridge, 1894 — USA, Guatemala, Antigua
33. Erigone digena Chickering, 1970 — Panama, Giamaica, Puerto Rico
34. Erigone dipona Chickering, 1970 — Panama
35. Erigone dumitrescuae Georgescu, 1969 — Romania
36. Erigone edentata Saito & Ono, 2001 — Giappone
37. Erigone eisenschmidti Wunderlich, 1976 — Queensland
38. Erigone ephala Crosby & Bishop, 1928 — USA, Canada
39. Erigone fellita Keyserling, 1886 — Perù
40. Erigone fluctuans O. P.-Cambridge, 1875 — Francia
41. Erigone fluminea Millidge, 1991 — Venezuela
42. Erigone grandidens Tu & Li, 2004 — Vietnam
43. Erigone himeshimensis Strand, 1918 — Giappone
44. Erigone hydrophytae Ivie & Barrows, 1935 — USA
45. Erigone hypenema Crosby & Bishop, 1928 — USA
46. Erigone hypoarctica Eskov, 1989 — Russia
47. Erigone infernalis Keyserling, 1886 — USA
48. Erigone irrita Jocqué, 1984 — Sudafrica
49. Erigone jaegeri Baehr, 1984 — Europa centrale, Cina
50. Erigone jugorum Simon, 1884 — Francia
51. Erigone koratensis Strand, 1918 — Giappone
52. Erigone koshiensis Oi, 1960 — Cina, Corea, Taiwan, Giappone
53. Erigone lata Song & Li, 2008 — Cina
54. Erigone longipalpis (Sundevall, 1830)[1] — Regione paleartica (anche in Italia)
  - Erigone longipalpis meridionalis Simon, 1926 — Inghilterra, Francia
  - Erigone longipalpis pirini Deltshev, 1983 — Bulgaria
55. Erigone malvari Barrion & Litsinger, 1995 — Filippine
56. Erigone marina L. Koch, 1882 — Maiorca
57. Erigone matanuskae Chamberlin & Ivie, 1947[24] — Alaska
58. Erigone miniata Baert, 1990 — Isole Galápagos
59. Erigone monterreyensis Gertsch & Davis, 1937 — Messico
60. Erigone neocaledonica Kritscher, 1966 — Nuova Caledonia
61. Erigone nepalensis Wunderlich, 1983 — Nepal
62. Erigone nigrimana Thorell, 1875 — Italia
63. Erigone nitidithorax Miller, 1970 — Angola
64. Erigone ostiaria Crosby & Bishop, 1928 — USA
65. Erigone palustris Millidge, 1991 — Perù
66. Erigone paradisicola Crosby & Bishop, 1928 — USA
67. Erigone pauperula (Bösenberg & Strand, 1906) — Giappone
68. Erigone personata Gertsch & Davis, 1936 — USA
69. Erigone poeyi Simon, 1897 — Isola Saint Vincent
70. Erigone praecursa Chamberlin & Ivie, 1939 — USA
71. Erigone prominens Bösenberg & Strand, 1906 — dal Camerun al Giappone, Nuova Zelanda
72. Erigone promiscua (O. P.-Cambridge, 1873) — Europa, Russia
73. Erigone pseudovagans Caporiacco, 1935 — Karakorum
74. Erigone psychrophila Thorell, 1871 — Regione olartica
75. Erigone reducta Schenkel, 1950 — USA
76. Erigone remota L. Koch, 1869 — Regione paleartica (anche in Italia)
  - Erigone remota dentigera Simon, 1926 — Svizzera
77. Erigone rohtangensis Tikader, 1981 — India
78. Erigone rutila Millidge, 1995 — Thailandia
79. Erigone sagibia Strand, 1918 — Giappone
80. Erigone sagicola Dönitz & Strand, 1906 — Giappone
81. Erigone sinensis Schenkel, 1936 — Russia, Kirghizistan, Mongolia, Cina
82. Erigone sirimonensis Bosmans, 1977 — Kenya
83. Erigone spadix Thorell, 1875 — Italia
84. Erigone strandi Kolosváry, 1934 — Ungheria
85. Erigone stygia Gertsch, 1973 — Hawaii
86. Erigone svenssoni Holm, 1975 — Scandinavia, Russia
87. Erigone tamazunchalensis Gertsch & Davis, 1937 — Messico
88. Erigone tanana Chamberlin & Ivie, 1947 — Alaska
89. Erigone tenuimana Simon, 1884 — Francia, Svizzera
90. Erigone tepena Chickering, 1970 — Giamaica
91. Erigone tirolensis L. Koch, 1872 — Regione olartica (anche in Italia)
92. Erigone tolucana Gertsch & Davis, 1937 — Messico
93. Erigone tristis (Banks, 1892) — USA
94. Erigone uintana Chamberlin & Ivie, 1935 — USA
95. Erigone uliginosa Millidge, 1991 — Perù
96. Erigone watertoni Simon, 1897 — Isola Saint Vincent
97. Erigone welchi Jackson, 1911 — dall'Irlanda all'Estonia, Moldavia
98. Erigone whitneyana Chamberlin & Ivie, 1935 — USA
99. Erigone whymperi O. P.-Cambridge, 1877 — Canada, Groenlandia, Russia
  - Erigone whymperi minor Jackson, 1933 — Canada
100. Erigone wiltoni Locket, 1973 — Nuova Zelanda, Isole Comore
101. Erigone zabluta Keyserling, 1886 — Perù
102. Erigone zheduoshanensis Song & Li, 2008 — Cina

## Erigonella
Erigonella Dahl, 1901
- Erigonella groenlandica Strand, 1905[25] — Canada
- Erigonella hiemalis (Blackwall, 1841)[1] — Regione paleartica
- Erigonella ignobilis (O. P.-Cambridge, 1871) — Regione paleartica
- Erigonella stubbei Heimer, 1987 — Mongolia
- Erigonella subelevata (L. Koch, 1869) — Europa
  - Erigonella subelevata pyrenaea Denis, 1964 — Francia

## Erigonoploides
Erigonoploides Eskov, 1989
- Erigonoploides cardiratus Eskov, 1989[1] — Russia

## Erigonoplus
Erigonoplus Simon, 1884
- Erigonoplus castellanus (O. P.-Cambridge, 1875) — Spagna
- Erigonoplus depressifrons (Simon, 1884)[26] — Portogallo, Spagna, Francia
- Erigonoplus dilatus (Denis, 1949) — Andorra
- Erigonoplus globipes (L. Koch, 1872) — Regione paleartica
- Erigonoplus inclarus (Simon, 1881) — Corsica
- Erigonoplus inspinosus Wunderlich, 1995 — Grecia
- Erigonoplus jarmilae (Miller, 1943) — Austria, Repubblica Ceca, Slovacchia, Russia
- Erigonoplus justus (O. P.-Cambridge, 1875) — Belgio, Francia, Germania
- Erigonoplus kirghizicus Tanasevitch, 1989 — Kazakistan
- Erigonoplus latefissus (Denis, 1968) — Marocco
- Erigonoplus minaretifer Eskov, 1986 — Russia
- Erigonoplus nasutus (O. P.-Cambridge, 1879)[26] — Portogallo, Francia
- Erigonoplus nigrocaeruleus (Simon, 1881) — Corsica
- Erigonoplus ninae Tanasevitch & Fet, 1986 — Turkmenistan
- Erigonoplus nobilis Thaler, 1991 — Italia
- Erigonoplus sengleti Tanasevitch, 2008 — Iran
- Erigonoplus setosus Wunderlich, 1995 — Croazia, Grecia
- Erigonoplus sibiricus Eskov & Marusik, 1997 — Russia
- Erigonoplus simplex Millidge, 1979 — Italia
- Erigonoplus spinifemuralis Dimitrov, 2003 — Bulgaria
- Erigonoplus turriger (Simon, 1881) — Francia
- Erigonoplus zagros Tanasevitch, 2009 — Iran

### Sinonimi
- Erigonoplus ayyildizi Tanasevitch, Topçu & Demir, 2005[27].
- Erigonoplus galophilus Gnelitsa, 2007[28]

### Specie trasferite
- Erigonoplus alticeps (Denis, 1951)[29]

## Erigonops
Erigonops Scharff, 1990
- Erigonops littoralis (Hewitt, 1915)[1] — Sudafrica

## Erigophantes
Erigophantes Wunderlich, 1995
- Erigophantes borneoensis Wunderlich, 1995[1] — Borneo

## Eskovia
Eskovia Marusik & Saaristo, 1999
- Eskovia exarmata (Eskov, 1989)[1] — Russia, Canada
- Eskovia mongolica Marusik & Saaristo, 1999 — Mongolia

## Eskovina
Eskovina Koçak & Kemal, 2006
- Eskovina clava (Zhu & Wen, 1980)[1] — Russia, Cina, Corea

## Esophyllas
Esophyllas Prentice & Redak, 2012
- Esophyllas synankylis Prentice & Redak, 2012 — USA
- Esophyllas vetteri Prentice & Redak, 2012[1] — USA

## Estrandia
Estrandia Blauvelt, 1936
- Estrandia grandaeva (Keyserling, 1886)[1] — Regione olartica

## Eulaira
Eulaira Chamberlin & Ivie, 1933
- Eulaira altura Chamberlin & Ivie, 1945 — USA
- Eulaira arctoa Holm, 1960 — Alaska
- Eulaira chelata Chamberlin & Ivie, 1939 — USA
- Eulaira dela Chamberlin & Ivie, 1933[1] — USA
- Eulaira delana Chamberlin & Ivie, 1939 — USA
- Eulaira hidalgoana Gertsch & Davis, 1937 — Messico
- Eulaira kaiba Chamberlin, 1948 — USA
- Eulaira mana Chamberlin & Ivie, 1935 — USA
- Eulaira obscura Chamberlin & Ivie, 1945 — USA
- Eulaira schediana Chamberlin & Ivie, 1933 — USA
  - Eulaira schediana nigrescens Chamberlin & Ivie, 1945 — USA
- Eulaira simplex (Chamberlin, 1919) — USA
- Eulaira suspecta Gertsch & Mulaik, 1936 — USA
- Eulaira thumbia Chamberlin & Ivie, 1945 — USA
- Eulaira wioma Chamberlin, 1948 — USA

## Eurymorion
Eurymorion Millidge, 1993
- Eurymorion insigne (Millidge, 1991)[1] — Brasile
- Eurymorion mourai Rodrigues & Ott, 2010 — Brasile
- Eurymorion murici Rodrigues & Ott, 2010 — Brasile
- Eurymorion nobile (Millidge, 1991) — Brasile
- Eurymorion triunfo Rodrigues & Ott, 2010 — Brasile, Bolivia

## Evansia
Evansia O. P.-Cambridge, 1900
- Evansia merens O. P.-Cambridge, 1900[1] — Regione paleartica

## Exechopsis
Exechopsis Millidge, 1991
- Exechopsis conspicua Millidge, 1991 — Brasile, Perù
- Exechopsis versicolor Millidge, 1991[1]  — Colombia, Ecuador

## Exocora
Exocora Millidge, 1991
- Exocora pallida Millidge, 1991 — Venezuela
- Exocora proba Millidge, 1991[1] — Bolivia